# 天地無用!シリーズの登場人物
天地無用!シリーズの登場人物（てんちむようシリーズのとうじょうじんぶつ）では、OVAを中心としたメディアミックス作品『天地無用!』シリーズの登場人物について述べる。

## 梶島版
原作者の梶島正樹が直接制作に関わったシリーズの登場人物は、多くが派生作品にも登場しているが、その際に設定が大なり小なり変えられることが多い。ここでは梶島版での設定を記し、派生作品の節では「梶島版由来」の人物については変更点のみ記す。

### 主な作品と制作時期
- OVA「天地無用! 魎皇鬼」第1期：1992年 - 1993年
- OVA「天地無用! 魎皇鬼」第2期：1994年 - 1995年
- 小説「真・天地無用! 魎皇鬼」：1997年 - 1999年
- TVA「デュアル!ぱられルンルン物語」：1999年 - 1999年
- TVA「天地無用! GXP」：2002年 - 2002年
- OVA「天地無用! 魎皇鬼」第3期：2003年 - 2005年
- 小説「真・天地無用! 魎皇鬼外伝 天地無用! GXP」：2003年 - 以後続巻(最新17巻：2018年)
- TVA「異世界の聖機師物語」：2009年 - 2010年
- 小説「異世界の聖機師物語」：2009年
- 小説「パラダイスウォー」：2013年 - 2014年
- OVA「天地無用! 魎皇鬼」第4期：2016年 - 2017年
- 小説「天地無用! 魎皇鬼 第四期」：2017年(OVA予約特典の非売品、初期プロット小説)
- OVA「天地無用! 魎皇鬼」第5期：2020年 - 2021年
- 小説「天地無用! 魎皇鬼 第伍期」：2021年(OVA予約特典の非売品、初期プロット小説)
- OVA「天地無用！GXP～パラダイス始動編～」：2023年
- 小説「天地無用！GXP パラダイス始動編」：2023年(OVA予約特典の非売品、原案プロット小説)

制作時期の歴史的事情によりTVA「天地無用! GXP」より後に制作されたOVA「天地無用! 魎皇鬼」第3期以降では、関連他作品の設定がOVA「天地無用! 魎皇鬼」の方に反映されていることに注意。なお、OVA「天地無用! 魎皇鬼」の設定は、TVA「天地無用! GXP」ではなく小説「真・天地無用! 魎皇鬼外伝 天地無用! GXP」準拠である。
OVA「天地無用! 魎皇鬼」第2期、番外篇「宇宙刑事美星 銀河大冒険」については、梶島正樹がかかわっていないこともあり、梶島版ではなく、長谷川版やねぎし版につながる系譜と考えた方がいい。
初出が『天地無用! GXP』である人物は『天地無用! GXP』を参照。ただし、『GXP』のみの登場人物でも樹雷の皇族、皇眷属、地球の柾木家、正木家、世二我の九羅密家の者は掲載する。
OVA「天地無用! 魎皇鬼」第5期に登場する初出が『パラダイスウォー』である人物は『パラダイスウォー』を参照。
設定上の歴史経過としては、多少前後したり重なっていたりする部分もあるが、TVA「デュアル!ぱられルンルン物語」が最も古い時代で、小説「真・天地無用! 魎皇鬼」、OVA「天地無用! 魎皇鬼」第1期、OVA「天地無用! 魎皇鬼」第2期、OVA「天地無用! 魎皇鬼」第3期と続き、OVA「天地無用! 魎皇鬼」第4期と小説「真・天地無用! 魎皇鬼外伝 天地無用! GXP」が同時期で、その後にOVA「天地無用! 魎皇鬼」第5期と小説「パラダイスウォー」が同時期でつながり、OVA「天地無用! 魎皇鬼」第5期のエンディングがTVA「異世界の聖機師物語」につながっている。OVA「天地無用! 魎皇鬼」第1期の開始から第5期の終了までで、劇中では17年程度の月日が経過している。
なお、OVA「天地無用！GXP～パラダイス始動編～」については、OVA「天地無用! 魎皇鬼」第4期とOVA「天地無用! 魎皇鬼」第5期とをつなぐ内容の話になると制作発表で広報されている。

### 基本キャラクター
柾木天地〔まさき てんち〕
声 - 菊池正美
本作の主人公。正木紳士会会員。岡山県立倉敷西高等学校に通うごく平凡な高校生だったが、柾木神社の祠に封印されていたミイラ化した鬼（正体は魎呼）を解放してしまったことがきっかけとなり、超常現象と女難の日々を味わうことに。さまざまな経緯を経て、自らが銀河連合最大規模の勢力を誇る王政国家“樹雷”の四大皇家のひとつ、柾木家の直系（現樹雷皇の曾孫）であることを知る。その後、ある理由で高校を自主退学した。その後の職業は、事実上ニンジン栽培の農業従事者である。
真面目で素直な性格で、他人に対して深い思いやりをもつ。女性に非常にモテるが、本人に自覚はない。優柔不断な面があり、女性に非常に奥手。恋愛に疎いために「朴念仁」「鈍感」とされることもしばしば。周囲の美女たちから多大な好意を寄せられているにもかかわらず、煮え切らない態度をとることも多く、しびれを切らした女性陣から半ば強引にモーションをかけられる。
皇家の樹の力を借りずに自力で「光鷹翼」を展開できる唯一の存在であり、またそれを物質化した「光鷹真剣」の使い手。OVA第1期・第2期では一度に展開できる光鷹翼は3枚までだった。
第3期終盤で、鷲羽ら『三命の頂神』を超える高位次元生命体（超次元生命体）として覚醒する。その後は光鷹翼を6枚まで展開できるようになったようだが、本来持っている力としては10枚以上展開出来るキャパシティを持っている。その影響として不老化（死なないのではなく、老いない存在）している。また、天地の力により彼の周りにいる、魎呼、阿重霞、砂沙美、ノイケ、美星、魎皇鬼、鷲羽、そして西南まで不老化させている。OVA5期にて、正式に魎呼・阿重霞・砂沙美・魎皇鬼・美星・鷲羽・ノイケとの結婚を身内に報告し、魎呼・阿重霞がそれぞれ長女を出産後、魎皇鬼が妊娠したところまで描かれ、7人の妻と3人の子を持つ父親になっている。
魎呼〔りょうこ〕
声 - 折笠愛
元宇宙海賊。生理年齢17歳。実年齢約5000歳。血液型不明。身長162cm。スリーサイズ、B81 / W57 / H83。趣味 / 朝寝、朝酒、朝湯。鷲羽の卵子を使って作られた人工生命体（鷲羽の遺伝子上の娘であり、九羅密美雲の遺伝子上の妹）であり、鷲羽の（三命の頂神としての）記憶と能力を封印した3個の宝玉を持っていたが、遙照によって700年前に宝玉から切り離され、柾木神社の祠に封印されていた。天地が幼い頃にアストラル体だけ外に出ることができるようになり、それから解放されるまで10年以上の間、天地のことを見守っていた。男勝りで奔放な性格。天地のことが好きで、愛情表現もストレート。阿重霞とは恋敵関係にあり、口論が絶えない。かつて神我人に洗脳されて悪の傀儡となり、破壊と殺戮、略奪の限りを尽くした。そして皇家の樹の始祖「津名魅（つなみ）」奪取のため、樹雷本星を襲う。その結果、遥照に征伐されて地球の柾木神社の祠に封印されていたが、天地によって封印が解かれてしまい、自由の身になった。
阿重霞に対抗して「柾木魎呼」を自称している。大酒飲みな上に家事が壊滅的に下手で、特に料理に関しては普通の食材を使うのに、出来上がるものは猛毒レベルでとても食べられたものではない。おまけに柾木家の家屋をよく壊す。OVA5期では妊娠・出産をして、天地の第一子の母となっており、娘は魎呼にそっくりで宙を飛んで移動するなどの能力も受け継いでいる。
柾木阿重霞樹雷〔まさき あえか じゅらい〕
声 - 高田由美 / 七緒はるひ（愛・天地無用!、OVA第4期 - ）
樹雷星の第一皇女。天地の大叔母。約700年に及ぶ時間凍結のため生理年齢20歳であるが実年齢はおよそ720歳。遙照より8歳年下。血液型A型。身長161cm。スリーサイズ、秘密。髪は本来、美砂樹や砂沙美と同じ質と色だが、遙照に気に入られようと現在の髪にした経緯がある。
一見上品でお淑やかだが、傲慢とも取れるほどにプライドが高い一面もあり、キレるとヒステリックになって見境がなくなる悪癖も。婚約者であった異母兄・遙照を追って地球へやってきたが、天地と魎呼に出会い、更に龍皇と魎皇鬼が交戦の末に双方大破したため天地の家で暮らすことに。
始めは反発していたが、遙照の面影を持つ天地の優しさに触れ惹かれていくこととなる。
魎呼とは、彼女の起こした樹雷襲撃事件と天地をめぐる恋敵という関係を主な原因とする犬猿の仲であり、毎日のように喧嘩しているが、同じように天地に想いを寄せている為か、時折意見が一致したり、二人だけで酒を飲むこともある。結界を作り出す能力がある。OVA5期では魎呼の後に妊娠・出産し、天地の第二子の母となっている。こちらも娘は阿重霞そっくりであり、母親たちとは違い、娘同士は仲がいい様子。
第二世代艦「龍皇（りゅうおう）」のマスター。魎呼と勝負出来る程に家事の腕は壊滅的（ただし服飾縫製に関しては熟練職人並み。料理もとても不味いものの、猛毒レベルまではいかない）。
柾木砂沙美樹雷〔まさき ささみ じゅらい〕
声 - 横山智佐
樹雷の第二皇女で、阿重霞の妹。天地の大叔母。姉の阿重霞と同じく約700年に及ぶ時間凍結のため生理年齢8歳であるが実年齢はおよそ708歳。血液型O型。身長123cm。スリーサイズ内緒。趣味 / 料理、魎皇鬼と遊ぶこと。天真爛漫な性格にして家事万能。初登場時は年相応の悪戯好きの少女であったが、柾木家に来てからは精神的に急成長を遂げ、明るく素直かつしっかり者になる。魎呼や阿重霞同様天地に思いを寄せている。
魎呼の起こした樹雷襲撃事件の際に瀕死の重傷を負い、皇家の樹の始祖「津名魅（つなみ）」と同化することで生きながらえた。そのため津名魅の使用している人型の姿は、砂沙美の未来の姿でもある。実際、第5期からは本人が成長したこともあって津名魅と見紛う容姿になっている。
樹雷の皇族ということもあって、可憐な見かけとは裏腹にその戦闘能力は高く、マシスをあっという間に打ち負かすほど。
阿重霞とはまるっきり正反対に皇族とは思えないほど家事の腕に優れ、料理の腕も下手なシェフ顔負けなほどで、大所帯である柾木家の家事を任されている。
『魔法少女プリティサミー』『砂沙美☆魔法少女クラブ』という2つのスピンオフ作品において、主人公となっている。
魎皇鬼〔りょうおうき〕
声 - 小桜エツ子
魎呼の宇宙船、及びその生体コンピュータユニット。普段は耳の長い猫のような姿をしているが、OVA第10話で万素（ます）と同化したため人型にもなれるようになった。同化直後はハイティーン程度だったが、精神年齢に合わせて調整した結果幼稚園児サイズになった。
コンピュータユニットとしての魎皇鬼は、メイン1匹とサブ100匹がおり、全員合わせると「101匹魎皇鬼ちゃん大行進」となる。宇宙船としての魎皇鬼には、樹雷の絶対防衛圏をも突破した『グングニル』という技を持つ。
101匹全てニンジンに目がなく、柾木神社周辺で天地が育てている畑は一つ残らずニンジン畑となっている。
映像などから剣士が幼い頃に乗せて貰ったと『異世界の聖機師物語』で語っている宇宙船と推察される。OVA5期にて天地と結婚・妊娠した。
九羅密美星〔くらみつ みほし〕
声 - 水谷優子 / 富沢美智恵（OVA第4期 - ）
GP（ギャラクシーポリス）1級刑事。偶然の天才との異名をとり、彼女の周囲では、なぜか普通ならありえないようなことばかり起きる。かなりの天然ボケで、数々のトラブルの原因になることもあり、柾木家の家屋も度々壊している。
九羅密家は美星をはじめ、確率変動の偏りが強い人間を輩出することで有名な家系でもある。本人は知らないが、実は鷲羽の子孫（玄孫）。
白眉鷲羽〔はくび わしゅう〕
声 - 小林優子
自称「宇宙一の天才科学者」。哲学士。外見は10代前半の少女と大人の女性の二通り（普段は前者）。「ちゃん」付けで呼ばれることを好み、相手に対しては「殿」を付けて呼ぶ。銀河アカデミーの設立者の一人。年齢は2万歳以上。魎呼と魎皇鬼の製作者（特に魎呼は鷲羽本人の卵子を利用しているため、いわば母親）である。また学生時代に結婚して夫・美醸との間に息子・美雲を産んでおり、その子孫が九羅密一族（美守・美瀾は孫、美兎跳は曾孫、美星・美咲生は玄孫）。
世界の謎を探るために高次元生命体としての能力と記憶を封印して人間として生活している(前述の年齢はこの次元の人間として存在し始めてからの年齢であって、実際には異なる次元、異なる時代で、異なる人生を何度かやり直している)。本来の存在は、津名魅および訪希深とともに創生の三女神（三命の頂神）の長女である。
『異世界の聖機師物語』では、幼少時代の剣士に催眠術をかけている時に、うっすらとだが影のみ登場していて、宇宙船などの違和感を消していた。
PCエンジンSUPER CD-ROM2版とPC-FX版では、PCエンジン、もしくはPC-FX本体のセーブ用バックアップメモリーの空き容量が不足していると彼女に注意される。静止画はPCエンジン版とPC-FX版で異なるが、音声は同じものを使用している。
神木ノイケ樹雷〔かみき ノイケ じゅらい〕
声 - 進藤尚美
元GP1級刑事。当時の名はノイケ・酒津〔ノイケ さかづ〕。GPでは、九羅密美星と同期。かなりの巨乳。
現在は瀬戸の養女（つまり、阿重霞と砂沙美の義叔母、美砂樹の義妹）となっており、天地の婚約者として柾木家に送り込まれて来た。実は、瀬戸から、銀河全体と渡り合える能力を持つに至った天地達の監視とコントロールを目的とした密命を受けていた。次第に、天地と親密な関係になっていく。
初登場時は長髪だったが、柾木家に来てからは昔の短髪に戻した。
第三世代艦「鏡子（きょうこ）」のマスター。砂沙美と競えるほどの家事の腕を持つ。
生い立ちは、神我人が自分の女性的な部分を分離することで出生した。神我人は朱螺凪耶のクローンとして出生して雌雄同体であった。雌雄同体であった朱螺凪耶が女性化して、その後に幼児にまで退行して人生をやり直した結果が神木瀬戸樹雷であることをふまえれば、血縁的には神木瀬戸樹雷のクローンであるともいえる。神我人は鷲羽の保護下にあったが、鷲羽の影響で女性不信となり、自分の女性部分を嫌悪していた。そのために鷲羽を封印するとともに、自分の女性部分を別の個体として分離した。女性として存在を分離された神我人は、男性である神我人に殺されかけた。そこを時空を転移してきた天地に救われる。天地の時空転移に巻き込まれて別の時代に転移したところを、戸籍上の生母となる女性に、孤児として拾われた。生母は、恋人との仲を維持する道具とするために、孤児をDr.クレーに依頼して赤ん坊にまで退行させて自分が産んだ子供とした。その退行の反動でノイケとしての人格が生まれる。母親が当時の恋人と別れたことで邪魔となり、孤児院に預けられた。長じて、奨学金補助のあるGPに進路を選択することになる。GPでは、美星の相棒となり、暴走しがちな美星をコントロールできる数少ない存在（TV版、清音のような存在）となっていた。美星の伝手で、工作員として九羅密家などの政治の中枢にかかわっていくことになる。瀬戸の養女となり、天地の婚約者として柾木家に送り込まれて来た時に、隠れていた神我人の女性部分としての人格をZに利用されるも、鷲羽により人格を統合された。
TVA「天地無用! GXP」初出後、OVA「天地無用! 魎皇鬼」第3期のメインヒロイン。

### 樹雷

#### 皇族
真沙希〔まさき〕
声 - 佐久間レイ
初代樹雷皇である樹雷真皇の妹。十数万年前に、領宙や領星を増やすための航海中、偶然見つけた地球が気に入り、樹雷を捨て（うるさい親や兄から逃げるため）地球に住みついた。本人は数千年前に死亡しているが、真沙希がマスターになっていた「真沙樹(第1世代か第2世代？)」の接ぎ木を月の裏側に残しており、その接ぎ木にアストラルコピーを残していた。船穂の先祖。
梶島正樹による同人誌では天地の息子と意気投合し訪希深の力で肉体を得て樹雷に戻るも再び宇宙へ逃げ、最終的に月へ住み着くといったシナリオが作られている。
「天地無用！GXP～パラダイス始動編～」に登場。盤上島が月の裏側に停泊していた際、悪戯心からジョビアに幽霊ドッキリを仕掛け、怒ったジョビアの魔法により受肉させられて無理矢理復活させられてしまう。陽気な性格からジョビアと意気投合し、作業中の西南たちの脇で酒盛りなどをやらかし、美希に「アホが２人に……」と呆れられた他、月湖に恫喝される。その後、津名魅に拉致され、鷲羽にモルモットにされ、逃げ出した先で月湖に余計なことを言って制裁された挙句にメイドをやらされる等、波乱万丈な目に遭う。
「真沙樹」の本体は、正木の村の近くに真沙希の墓標として隠蔽されて植樹されていたようである。

##### 柾木家
柾木阿主沙樹雷〔まさき あずさ じゅらい〕
声 - 大塚明夫
現・樹雷皇。遙照の父。天地の曽祖父。母親が柾木家を捨てて押し掛け女房したため樹雷領外の星で生まれたが、瀬戸によって柾木家当主に迎えられる。即位前の武者修行中に神我人や魎呼と戦って負傷し、静養を兼ねて降り立った地球で船穂と出会った。
若い時は柾木家の男らしく、明晰な頭脳を冷静な判断力を持ち合わせながらも直情的で血気盛ん、自由を好む気風の快男児であった（父親となり樹雷皇となった現在でも、その気風は見え隠れしている）。
第一世代艦「霧封（きりと）」のマスター。なお、阿主沙・船穂・美砂樹・瀬戸の4人でもって真の樹雷最高評議会となる。
柾木船穂樹雷〔まさき ふなほ じゅらい〕
声 - 佐久間レイ
柾木家当主（阿主沙が皇のため）。阿主沙の第一皇妃で情報総監。24歳の時に遙照を産んで母となっている。天地の曾祖母。初代樹雷皇の妹である真沙希の子孫。地球出身であり、武者修行中に立ち寄った阿主沙と出会って恋に落ち、そのまま樹雷へ連れてこられた。普段は素直で木訥な性格で、皇家の樹に似た雰囲気を持つ。
第二世代艦「瑞穂」のマスター。「瑞穂」と美砂樹の「霞鱗（かりん）」は双子樹であり、二本の樹を合わせた力は第一世代と同等かそれ以上の力を持つとされる（#皇家の樹を参照）。
皇家の樹のマスターは戦闘時に自身の船からバックアップを受けられるが、船穂は「瑞穂」だけでなく「霞鱗」からも強制的にバックアップを引き出すことが可能で（反対に美砂樹が船穂の船からバックアップを引き出すことはできない）、さらに酒乱の癖があるため、もし理性が飛んだ場合、両艦のエネルギーが自動で流れ込みバーサーカー状態となる。船穂がその状態になった際には、阿主沙と美砂樹の二人でも手を焼く戦闘力を発揮していた。原作では、遙照が行方不明になった際の会議における息子への侮辱に対し、この力を発揮して無礼講決闘で皇宮大広間を全壊させた事がある。それ以来、船穂に酒を勧める人はいなくなった。
柾木美砂樹樹雷〔まさき みさき じゅらい〕
声 - 榊原良子
阿主沙の第二皇妃で親衛隊総司令官。瀬戸と内海の娘で、22歳の時に阿重霞を産み、33歳で砂沙美を産んだ。船穂とは実の姉妹以上に仲が良く（美砂樹の方が10歳年下で、船穂を「お姉様」と呼ぶ）、それぞれの子供を結婚させようと約束していた。無邪気な性格で、可愛いものや人を見かけると思わず抱きついてしまう癖がある。
世代を超えての生体調整を重ねられた末に生まれた桁違いの身体能力を持つ。実は、三命の頂神の次元干渉の反動によって生まれた「反作用体」。原作者・梶島正樹による同人誌では、数十万年後にその力が暴走し、宇宙が破滅の危機に陥るが天地に抑えられるという設定（ただ、その未来は可能性の１つであり、まだ確定したものではない）があり、アニメではOVA第三期第6話にてその出来事が描かれた（津名魅＝砂沙美が「お母様」と呼んでいること、クレジットに「柾木・美砂樹・樹雷」と記されていることからも、それがわかる。また、小説版『GXP』第9巻の中でも訪希深が天地と西南に語っている。）。
第二世代艦「霞鱗（かりん）」のマスター。
柾木遙照樹雷
声 - 子安武人
柾木勝仁を参照。
柾木阿重霞樹雷
声 - 高田由美
#基本キャラクターを参照。
柾木砂沙美樹雷
声 - 横山智佐
#基本キャラクターを参照。
柾木闥亜〔まさき たつあ〕
防衛総監代行。瀬戸からも信頼されている優秀な闘士。魎呼が樹雷を襲撃した際、自らの第三世代船で迎撃に出たが、第一世代を凌駕する能力を持つ魎皇鬼に撃沈されてしまった。撃沈されたものの、樹とコアユニットは健在でクルーと共に無事であった。
柾木麻真樹雷〔まさき まま じゅらい〕
闥亜夫人。元・砂沙美お付きの侍女。かつては美砂樹の侍女だった。砂沙美が阿重霞と共に樹雷を出奔、行方不明になった後、幾度と無く捜索隊に加わったり、自費を投じて必死に砂沙美を探していた。地球に居ると判った後も（彼女らが地球に居る事がトップシークレットだった）ほとんど連絡する事が許されなかったため、後に樹雷にやってきた西南に砂沙美の話を聞かされるまで不安ともどかしさに苛まれ続けていた。漫画（奥田版）では秘密裏に地球に来ており、小学校に通う砂沙美の護衛として子供に偽装して傍に就いていた。
なお、時期は不明だが、同じく遙照の樹雷出奔を止められなかった柾木闥亜と結婚（この過程で一時的に神木家の養女となった）し、正式に皇族柾木家の一員となっている。
柾木水穂〔まさき みなほ〕
声 - 永島由子
遙照とアイリの長女（清音の姉）。天地の伯母。およそ700歳(魎呼が樹雷を襲撃したときにはアイライに戻っていたアイリが水穂を出産済み)。神木家第三艦隊司令官兼情報部副官で、「瀬戸の盾」と呼ばれる。なかなか結婚してくれないのが遙照とアイリの悩みで（小説版GXPやOVA第三期+1にも、二人して結婚を催促しているような描写がある）、兼光の子供が男の子だったら結婚させるという約束まで交わしていた（が、結局生まれてきたのは女の子・魅影だった）。本人は結婚を敬遠しているわけではなく、瀬戸の副官という立場上、瀬戸の悪評の矢面に立つことが多く、そこにアイリや清音のヤンチャな行動による風評被害が加わったことにより敬遠されていると自覚しているが、実際には身近な関係になるほど有能さ故の尊敬と恐怖の対象になってしまい、恋愛的な意味で男の方が近づいて来てくれない。それ故、瀬戸の性格やアイリの性格に似てしまうことを恐れて意識的に猫を被って取り繕っているものの、本性は同類のようである。
第伍期では、妹の清音に続いて甥の天地までが結婚してしまったことで周囲の目が厳しくなったこともあり、かなりのストレスを溜め込んでいたらしく、天地に八つ当たりした上に両親が結婚式を挙げていなかったことを知って大喧嘩になった。
小説版では彼女の夫候補として西南があがっており、瀬戸を始め、阿主沙や船穂もかなり乗り気。当人も少なからず意識している。
柾木霧恋樹雷〔まさき きりこ じゅらい〕
声 - 佐久間紅美
天地無用! GXP#主要人物を参照。

##### 神木家
神木内海樹雷〔かみき うつつみ じゅらい〕
声 - 広瀬正志
神木家当主。美砂樹の父。瀬戸の夫で、妻より4500歳ほど年下。神木家に仕える闘士として功績を上げ、婿入りする。幼い頃に偶然瀬戸の胸を触ってしまい、「責任を取って」と言われて恐怖の余り食事が喉を通らなくなり、栄養失調で昏倒して入院した事があるという。以来面と向かって話が出来るよう努力を重ね、130年経っていざ責任を取ろうとした時には、瀬戸はそのことをすっかり忘れていた。ちなみに瀬戸には（当然ながら）頭が上がらない。
極度の親バカで、娘（美砂樹）のファンクラブを自ら運営するほど。美砂樹が阿主沙の妃となることに文句はなかったのだが、阿主沙が船穂を第一皇妃にし、幼い美砂樹もそれを無邪気に受け入れたことで、一時阿主沙・船穂に対し頑になったことがある。GXPで登場した際は、樹雷を訪れていた西南に、瀬戸の興味が西南に向いてくれているおかげで助かっているような趣旨の発言をしていた。皇家の樹は第三世代。
神木瀬戸樹雷〔かみき せと じゅらい〕
声 - 野沢由香里
樹雷の裏の最高権力者。彼女の私的情報部は樹雷皇直轄の情報部を凌ぐ、神木家の艦隊司令であり、現樹雷皇の武術の師でもあるというとんでもない人物。「樹雷の鬼姫」と呼ばれ恐れられており、神我人ですら瀬戸だけは避けていた（また瀬戸は彼のクローン母体である）。皇位継承権を自ら放棄した際は、先代樹雷皇に非常に残念がられた。美砂樹の母。阿重霞と砂沙美の祖母。
卓越した情報収集力と推察力を持ち、それによってとかく人を巧みに操りオモチャにして楽しむのが趣味。彼女に関わると「人生の真の結末」まで上手く導いてはくれるものの、そこに辿り着くまで（他に楽な道があるハズなのに）強烈な苦難に立ち向かわされてしまう。阿主沙や内海は彼女のそんな性格を総じて「クソババア」と毒づくが、自らに対するそんな評も苦にするどころか楽しんで聞いている。
単純な戦闘力ではなく、風格そのものを言えば鷲羽に匹敵する性格と情報収集力の人物。鷲羽と瀬戸（実は鏡・瀬戸）との通信で、瀬戸が朱螺凪耶本人であったことと、下記の「鏡・瀬戸」の存在が確認された。凪耶としての記憶は瀬戸として生まれ変わる時に封印されていたが、その後、記憶を取り戻している。
夫である内海のことは勿論、夫として愛しているが、異性として幼い頃から知る阿主沙を深く愛しており（同時に孫である遙照の事を実の息子のように想っている）、その気持ちは抑え自ら律している。
第二世代艦「水鏡（みかがみ）」のマスター。
鏡・瀬戸〔かがみ・せと〕
瀬戸の「鏡」という影武者（細胞、記憶、能力が全くの同体）。万が一のためのバックアップと皇族として公務と諜報を両立させるために約2千年前に生まれた。
生まれてから、瀬戸と記憶を共有してきたが、瀬戸が凪耶としての記憶を取り戻したことと、鏡・瀬戸が幼い頃の西南の記憶を掘り起こしたことで二人に差異ができてきた。西南に会っている瀬戸はほぼ鏡・瀬戸である。
彼女の存在を知るのは樹雷皇・阿主沙（第一世代の皇家の樹のマスターには例外的に明かすことにしているが、遙照は知る必要がない立場であるので知っていない）と津名魅（同化しているが、津名魅と完全合一化していないので、砂沙美は知らない）と鷲羽（鏡・瀬戸との通信だけで暴いてしまったので特例である）だけである。のちに第一世代保持者の山田西南にも伝えられる。
西南の確率ベクトルを逆転させる四人一組のうちの一人。西南に鏡・瀬戸独自の名前を乞い、千年でも万年でも待ち続ける。
クイス・パンタ
声 - 井上喜久子
瀬戸直属の女官のエキスパート、別名・お局様部隊の隊長。諜報工作の実務担当の中で、瀬戸にさえ素顔を見せた事がないスパイ中のスパイ。実の姿は少し痩せた40歳代の拍子抜けするぐらい地味で平凡な女性。西南が樹雷に来た時、正木月湖に化けて接待した。
実は瀬戸と鏡・瀬戸の擬態で、どちらかが瀬戸の姿でいる時、もうひとりはクイス・パンタの姿となり、裏となり表となり樹雷を支えている。
神木ノイケ樹雷
声 - 進藤尚美
#基本キャラクターを参照。

##### 天木家
先代樹雷皇〔せんだいじゅらいおう〕
阿主沙の先代の樹雷皇。魅月の祖父。名は不明。
天木魅月樹雷〔あまき みつき じゅらい〕
天木家の当主。先代樹雷皇の孫で、阿主沙の初恋の相手（?）。 皇宮そのものである天樹とリンクする能力を持ち、その気になれば皇宮内で起きるすべてを知ることが出来る能力を持っていたため、敵対する海賊ギルドのスパイ（魅月の父）によりその能力を悪用されていた。そのため、事態が発覚した後は天木家の当主でありながら幽閉同然の境遇に置かれていた。体が弱く、第一世代の樹五本すべての力でかろうじて命を繋いでいたが、寿命を自覚し亡くなる間際にその内の一つに阿主沙を導き、その洞で永い眠りに就いた。
阿主沙の第一世代樹は元々は魅月の樹であり、死期を悟った魅月が阿主沙に譲り渡したもの。幼い阿主沙はその樹の声が当初は聞こえず、樹に選ばれていないと錯覚した。が、実際はその時点で魅月と樹はほぼ同化しており、魅月の声＝樹の声そのものである。
天木舟参樹雷〔あまき しゅうざん じゅらい〕
天木家の当主（魅月の存命時は代行）。魅月の甥御。樹選びの儀式の門を守る役を担っているにもかかわらず自らは樹から選ばれなかったため、第三世代と契約した。野心家で、息子・佳月を樹雷皇に就けようと様々に画策し、阿主沙や遥照を牽制した。しかし結局は第一世代と契約した阿主沙が皇・遥照が皇太子となり、船穂が第二世代と契約し、自身も船穂と直接対決の末こてんぱんにされたため、敗北を認めて隠居した。隠居後も樹選びの儀式の門を守る役を担っている。霧恋の樹選びのころには人間が丸くなるとともに恰幅がよくなり、外見も内面も好々爺となり、柾木家への敵対心はなくなっている。その分、息子の佳月が霧恋の柾木家入りに難色を示しているが、その心境を舟参は、以前の自分が似た立場だったことから、瀬戸以上に面白がっている。
天木佳月樹雷〔あまき かげつ じゅらい〕
舟参隠居後の天木家の当主。第二世代と契約。父・舟参が丸くなったが、佳月は以前の舟参の性格を受け継いでいる。

##### 竜木家
竜木言申樹雷〔たつき ことの じゅらい〕
竜木家の当主。第二世代の樹を持つものの、本人が樹雷皇の地位に恐怖を感じるくらい、気が弱いらしい。
竜木西阿〔たつき にしあ〕
鷲羽が樹雷皇立アカデミーに入学する際、護衛となった人物。第三世代の樹（水薙〔みずなぎ〕）を所有している。
末端とはいえ皇族が護衛に就いたのは、それだけ鷲羽の才能が樹雷にとって（そして敵対する海賊組織にとって）重大だったためである。

#### 眷族（皇眷属）
柾木家の眷属は「正木」家、天木家の眷属は「雨木」家、竜木家の眷属は「立木」家、神木家の眷属は「上木」家と称す。

##### 雨木家
雨木華船〔あまき かせん〕
遥照より少し早く銀河アカデミーに留学した男。皇眷族であることを鼻にかけているらしく、個人の実力が重視されるアカデミーに侍従長以下お付きを大量に連れてきて物笑いの種になっていた。アイリが自分を馬鹿にしたこと、また、遙照の案内人になったため、皇太子である遙照を呼びつけ、横柄な態度で案内人を変えるように言いがかりをつけたが失敗し、3ヶ月程でアカデミーから逃げ出した。天木家の三女との婚姻が内定していたが、アイライによる陰謀を見破った瀬戸の発表により婚約は破棄された。

##### 立木家
立木林檎〔たつき りんご〕
声 - 田辺留依
瀬戸配下の経理部〔通称、鬼姫のハイエナ部隊〕主任。海賊摘発のために計上していた莫大な費用が西南の活躍により丸ごと浮いた上に捕縛した海賊の莫大な懸賞金や報奨金が手に入ったため、（瀬戸に煽られて）恩義に報いようと身も心も捧げる覚悟を決め、そこを瀬戸やアイリに付け込まれて日々こき使われている。が、逆に経理関係になると瀬戸ですら頭が上がらなくなるため、「経理の鬼姫」とも呼ばれている。
守蛇怪が行方不明となった際は瀬戸の命で捜索部隊の陣頭指揮を取り、発見と救助に貢献した。その後、損傷した守蛇怪を樹雷へ護送し、念願であった西南との対面を果たすが、樹雷到着後、瀬戸の策略で水穂ともども西南に対する「試しの儀」の人質役にされてしまった。
第四世代艦「穂野火（ほのか）」のマスター。通常の第四世代艦は意思がほとんどないが、穂野火は鷲羽による改造を受けて明確な意思が芽生えており、第三世代艦にも匹敵する能力を得ている。
立木苺〔たつき いちご〕
『GXP』第11巻に登場した林檎の妹。
立木琥雪〔たつき こゆき〕
西南が初給与でお世話になった人達へのプレゼントを購入するために訪れたアクセサリー屋の秘書。
樹雷の皇族に献上されたこともある非常に貴重な皇玉〔おうぎょく〕と呼ばれる、樹雷でのみ見つかっている琥珀の一種を多数私的にコレクションしており、基礎パーツの加工費とケース代のみで西南に譲った。
ナナミ・タツキ
西南の初給与が出た時にNBの使いで行ったランシェリーショップの店長。元・瀬戸の女官・お局出身。

#### 皇家の樹

##### 始祖の樹
津名魅〔つなみ〕
声 - 横山智佐
「皇家の樹」の始祖である女神。創生の三女神（三命の頂神）の次女にあたる。砂沙美と同化しているため、「砂沙美の将来の姿」で現れる。10枚の光鷹翼を持つ。
パラダイス始動編では言動までも砂沙美化してきており、第三期までの神秘的な雰囲気とは一転し、明るく陽気な性格になっている。

##### 第一世代
霧封〔きりと〕
阿主沙の樹。阿主沙が樹選びの儀を受けた際に、立ち会っていた魅月が亡くなり、その遺体を樹の中に収めている。名前の由来は、阿主沙が魅月から聞いた神話（伝説）。
船穂〔ふなほ〕
遥照の樹。現在は柾木神社の御神木となっている。本来、皇家の樹は大地に根付くとその能力を失うが、マスターキーに封じた魎呼（鷲羽）の宝玉の力によりチャージを受けている状態となっており、皇家の樹としての能力を維持している。遥照が母親の名前を樹の名前としたため、樹の名前とマスターキーの名前が違うという珍しい例となった（本来の名は「天地」、通常は樹とキーの名前は同じ）。
神武〔じんぶ/ZINV〕
声 - 祖山桃子
辺境の惑星に古代から封印されていた巨大ロボット。動力源兼コンピュータユニットであるコアの内部に幼生固定された皇家の樹（第一世代）を収納している。シャンクギルドに追われた西南が封印を解いたため西南とリンクする。福の能力で守蛇怪と融合、力の増幅を受けた状態では六枚の光鷹翼を持ち、次元の壁を超えるなど物理法則さえ書き換える強大な力を発揮する。『デュアル!ぱられルンルン物語』に登場するロボット「ZINV」と同じものであることが「真・天地無用！魎皇鬼外伝 天地無用！GXP 13～14巻にて明記された。
簾座でロボット部分を大破してから復旧するまでの過程で、コアから皇家の樹が解放され、アストラル体を人型の姿で顕現できるようになっている。

##### 第二世代
水鏡〔みかがみ〕
瀬戸の樹。名前にちなんで船外に巨大な真水の水槽（プール？）を持つ。瀬戸と共に海賊討伐に出向くこともあり、撃滅宣言信号「ZZZ（トリプルゼット）」を発すると、即時無条件降伏するか目標を撃沈するまで攻撃を止めなくなる。そのため、水鏡の「ZZZ」は海賊にとっての事実上の死刑宣告である。二代目守蛇怪と協力（リンク）して幸運艦隊を撃退した。
瑞穂〔みずほ〕
船穂の樹。
霞鱗〔かりん〕
美砂樹の樹。瑞穂と霞鱗は双子の樹で、各々単体で三枚の光鷹翼を持ち、双子であるため完全なシンクロが可能であり、両者の力を合わせると第一世代すら凌駕する。霞鱗とは、樹雷の言葉でうろこ雲のこと。
龍皇〔りゅうおう〕
阿重霞の樹。魎皇鬼や双蛇との戦闘で大破し、鷲羽の研究所内のユニットで再生中。
瑞輝〔みずき〕
霧恋の樹。福とはじゃれ合うほどの仲良しで、その甲斐あってか魎皇鬼タイプの宇宙船（守蛇怪）と初めて融合した。
上記以外に言申、佳月の樹が第二世代である。

##### 第三世代
鏡子〔きょうこ〕
ノイケの樹。魎呼による天樹侵入事件に危機感を抱いた樹雷が強化を加えており、戦力としては従来の第二世代に匹敵する。ユニットは万素によく似た姿をしており、性格は意外とヤキモチ焼き。
水薙〔みずなぎ〕
西阿の樹。
上記以外に内海、舟参の樹が第三世代である。また、第一世代、第二世代に選ばれなかった皇族は第三世代の樹が授与される。レセプシーが所有する遊興娯楽艦・レセプシーも第三世代の樹である。

##### 第四世代以下
穂野火〔ほのか〕
林檎の樹（第四世代）。鷲羽の手による強化改造を受けており、魎皇鬼と同様のクリスタルコア（形状は魎皇鬼と異なりハート型の双晶状）を与えられたため、通常の第四世代にはない明確な意思を持つ。同時に、意志が芽生え始めた過程で津名魅の姉という理屈を刷り込み、鷲羽自身を「ママ」と呼ばせている。そのため、鷲羽のことを非常に慕っており、通信が来ると飛び跳ねて喜ぶ。ただし、同じ様に改造を受けた樹には明確な意思が芽生えなかったため、穂野火を唯一の成功例として計画は中止されている。
上記以外に特に功績のあった皇眷属や親交国に対してＡＩ兼エネルギープラントとして送られる場合もあり、『パラダイスウォー』の優勝商品として駆駒将に与えられた「盤上島（樹の名称不明）」も第四世代である。準「皇家の船」とはいえ、コンピューターユニット兼エネルギージェネレーターである第四世代の「皇家の樹」は太陽に匹敵するパワーを有している。

#### その他（樹雷）
司仕委〔じじい〕
武者修行中の阿主沙のお目付役ガーディアンユニット。
平田兼秋〔ひらた かねあき〕
兼光の父。雨木華船の執事をしている。
平田兼光〔ひらた かねみつ〕
声 - 小杉十郎太
遙照の銀河アカデミー時代の親友。天木家に利用されたあげく切り捨てられたところを瀬戸に拾われて援助を受けるが、実はアカデミー側からの奨学金推薦の話をもみ消されていた為、無用の苦労をさせられた。現在は神木家第七聖衛艦隊司令官で、「瀬戸の剣」と呼ばれる。
平田夕咲〔ひらた ゆうざき〕
声 - 中村桜
兼光の妻であり元上官。元第七聖衛艦隊司令官（産休中）。子供が男の子だったら水穂の婚約者になる筈だったが、産まれたのは女の子だった。
男勝りの姉御肌な性格で、鞭の達人。見た感じは宝塚の男役。瀬戸の策略で水穂と林檎を人質にとり、西南に「試しの儀」での決闘を挑む。その際“冥土の土産”を“メイドの土産”と勘違いし、決闘に勝てたらメイドとして持って帰ってもらうという意味だと思い込んでいた（その為、人質役の水穂と林檎はメイドの格好をさせられていた）。西南との決闘の途中、決闘場が崩落し、西南ともども生き埋めになってしまうも無事救出。その後、西南に自分の娘を貰ってやって欲しいと依頼した。
平田魅影〔ひらた みかげ〕
兼光夫妻の娘。西南の将来のお嫁さん候補。西南と林檎になついている。
風守青宗〔かざかみ せいしゅう〕
華船の侍従長。

### 地球
柾木勝仁〔まさき かつひと〕
声 - 青野武 / 魚建（OVA第4期）
天地の祖父で柾木神社の宮司。正木紳士会会員（ちなみに正木紳士会会員は第四期第3話によると勝仁、信幸、天地、珀嶺を含めて7名と正木淑女会にくらべて少ないために海、太老の入会が待たれている。かすみ の夫は生粋の地球人であるために参加資格はない。会長は不明。）。本名は柾木遙照樹雷〔まさき ようしょう じゅらい〕で、樹雷星の柾木阿主沙樹雷と船穂の間に生まれた皇太子。阿重霞と砂沙美の異母兄にして、阿重霞の元婚約者。自身の皇家の樹「船穂」の力によって若さを保っており、老人の姿は偽装である（偽装を解いた時の声は子安武人）。
母親である船穂が宇宙航行技術も持たない初期文明の地球の出身であったことから、立場が弱く、常に優秀であることを求められていた（同時にそれは自身がそうあれば母の立場を守る事に繋がると考えて自らを鍛えていた）。阿重霞との婚約も後継者としての立場を補強するために、船穂と美砂樹が決めたことである。
銀河アカデミー留学時に新入生の案内役をしていたアイリ・マグマと出会う。アイリと恋仲になり、政略結婚のために学業の途中でアイライに戻ることになった彼女を妊娠させている。
アイリとの別れで傷心のうちに、700年前、銀河アカデミーから一時帰国している時に魎呼の襲撃事件に巻き込まれる。天樹（樹雷皇宮）に侵入した魎呼を追って、地球で魎呼を封印することに成功するが、船の破損を言い訳にしてそのまま行方不明を装って出奔する。母親の船穂の姪である霞と出会い、結婚して地球に居座ることになる。それから百数十年後に霞の死の前後に地球人より長寿な正木姓の子供たちの将来を憂えて銀河アカデミーの友人に連絡を取った。その時アイリと再会し、娘の水穂の存在を知ることとなる。それを契機にアイリと内縁関係になり、清音をもうけている。なお彼女らと連宅を取った後も、理由は定かではないが、魎呼が復活するまで親とまともに連絡を取っておらず、現在でも公式には半死亡扱いで、生存はトップシークレットとされている。
原作者である梶島をして「策士」と言わしめる人物で、同じく情報戦のエキスパートである神木瀬戸樹雷と綿密に情報のやり取りを行なっていたためか、地球にいながら宇宙の情勢にも明るい。なお、梶島によれば遥照は最初、天地を自分の代わりに樹雷の継承者に据えるつもりだったのが、途中で天地は「樹雷の器に収まらない」と察したため、その後方針を転換しているとのこと。現在皇位継承権を持つ人間は遙照・天地・西南となるが、アイリによれば彼ら若い世代の自由を奪う形になる樹雷皇の座を、無理矢理押し付ける様な真似はしないと決めたの（ちゃんと自身が継承するつもり）ではないか推測されていた。
第一世代艦「船穂」のマスター。船の名前は彼の実母である柾木船穂樹雷からとったものである。第一世代の皇家の樹に選ばれるのは長い樹雷皇家の歴史の中でも極めて稀であり、遙照の父である樹雷皇・阿主沙以前には三例しかない。船穂は他の船と比べて小型だが、内包するパワーは他の第一世代を凌駕すると言われる。
名前と容姿はTV版プリティサミーの監督である秋山勝仁がモデルとなっている。
柾木信幸〔まさき のぶゆき〕
声 - 青野武 / 小西克幸（OVA第4期）
天女と天地と剣士の父、建築家。婿養子だが遥照（勝仁）と霞の子孫でもあり、顔立ちや行動パターンは先祖でもある義父によく似ている。正木紳士会会員。120歳超であるが、天地の父としての中年姿は偽装であり、本当の姿は地球人での20歳代である。幼い頃に両親を失って柾木清音に育てられたのち結婚、死別後にOVA第3期～第四期で玲亜と再婚した。柾木家の人間にしては珍しく、一度も宇宙に上がっていない。
名前と容姿はAICの古参作画監督北島信幸がモデルとなっている。
柾木清音〔まさき きよね〕
声 - 篠原恵美
天女と天地の母親。遥照とアイリの次女に当たる。元々若作りで外見からは老化が判らない体質だったため、それにかまけて延命調整を怠り、天地が幼い頃に老衰で死亡した。248歳没。天地の前では神秘的な印象を受ける物静かな女性を演じていたが、実際にはアイリ譲りの非常にお茶目な性格だったらしく、天地の絵本や西南の額に落書きをしては一人で大笑いしたり、アイリの協力も得た上で自身の遺書を使って死後も天地に悪戯を仕掛けたりした。
柾木天女〔まさき てんにょ〕
声 - 篠原恵美
天地の姉。正木淑女会会長（ちなみに正木淑女会会員は第四期第3話によると天女、秋枝、圭、水子、音歌、風香、かすみ、月湖、玲亜を含めて25名いる。）。初登場時80歳だが、地球人でいえば20代くらいに見える。ブラコン。清音とそっくりであり、彼女に成りすまして天地や西南の子守りをしていたこともある。アイリに非常に似たお茶目な性格をしている。小説版では宇宙に上がった西南と再会を果たし、美希の死で傷ついていた西南を励まし、初代守蛇怪製作に携わった。
柾木玲亜〔まさき れいあ〕（旧姓：正木）
声 - 夏樹リオ
信幸の建築設計事務所の社員で、旧姓から判る通り遥照と霞の子孫である正木家の一つの養子である。第4期に信幸と結婚したために入会条件を満たしたため正木淑女会会員となる。清音と仲が良く、学生時代から柾木家によく出入りし天地を可愛がり、清音の死後も天地の面倒をみていた。
OVA第3期～第四期で信幸の後妻となり、GXPでは妊娠した姿で登場した。
第四期第3話で、正木家の血筋ではなく、この作品の舞台となる世界の異世界ジェミナーの出身。ネイザイ・ワン、レイア・セカンド、ドール・サードの3人一組で製造されたDランク人工生体の一人。事故によりネイザイ・ワンの代わりに17年前地球に送られてしまったときに清音に拾われ、正木家の養子になった。将来、息子（剣士）がジェミナーを救うことが語られた。ジェミナーは訪希深の管轄下であるが、自ら手を下すことを拒否している。
柾木剣士〔まさき けんし〕
声 - 森下由樹子（OVA第伍期:幼少期） / 下野紘（聖機師物語、OVA第伍期:6巻）
信幸と玲亜の息子で、天地の異母弟にあたる。長年構想のみ存在していた『天地無用! 聖機師物語』の主人公であり、同作は2008年11月に『異世界の聖機師物語』としてアニメ化された。
第四期第4話で生まれる。玲亜の事情を知っていた鷲羽らの手によって、向こう側の詳細が判明した後、向こう側に行っても順応できるように様々な技能を教え込まされることとなる。
小説『天地無用! GXP』第6巻で水穂が自分の婿にと希望したが、生まれる前から人柱となることが決定しており、第9巻では剣士が15歳になると向こうの世界に行くことが決められていることを圭とかすみが話していた。 
阿座化〔あざか〕、火美猛〔かみだけ〕
声 - 緒方賢一（阿座化） / 高木渉（火美猛）
阿重霞のガーディアン。外見は木目のある大きな円筒。体に書かれている字が青い方が阿座化、赤い方が火美猛。阿重霞たちが天地の家に住みついてからは門柱を演じている。
浅海〔あすみ〕
真沙希の子孫で、船穂の祖父。
太老〔たいろう〕
真沙希の子孫で、船穂の父、霞の祖父。
霞〔かすみ〕
船穂の妹の娘で、遙照の地球での妻。不完全な延命調整によって精神に変調を来たしかけたことから延命調整の継続を拒否し老衰死、138歳没。子孫からは「始祖母(しそぼ)」と呼ばれている。
「正木」信幸、圭、かすみ、太老、『GXP』の月湖、霧恋たちはすべて遥照と霞の子孫。
正木圭〔まさき けい〕
声 - 石井直子（第二期） / ならはしみき（第四期以降）
かすみの母。太老の祖母。信幸の従姉妹。現役GP隊員、宅配部門・地球支部部長。正木淑女会会員。OVA版8話では叔母さんとしか表記されていない。娘のかすみが急病にかかった為、孫である赤ん坊の太老を天地に預けに来る。「圭」の名が発表されたのは小説版『GXP』第9巻であった。
正木かすみ〔まさき かすみ〕
声 - 宮川美保
太老の母。天地の父（信幸）方の又従姉。正木淑女会会員。銀河アカデミーに在籍していたことがあるらしい（鷲羽に送った手紙の書式がアカデミーのレポートと同じだった）。
正木太老〔まさき たろう〕
声 - ならはしみき
かすみの息子。この子を柾木家で1日預ったことが、鷲羽に息子のことを思い起こさせる結果となった。
正木月湖〔まさき つきこ〕
声 - ゆきのさつき
『GXP』では小説版にのみ登場する正木霧恋/海姉弟の母親。正木淑女会会員。外見は若く、霧恋が母親似であるため二人並ぶと姉妹のように見える。『天地無用！GXP～パラダイス始動編～』のメインヒロイン。
天地無用! GXP#小説版のみの登場人物を参照。
正木秋枝〔まさき あきえ〕
声 - 京田尚子
天地無用！魎皇鬼 第4話、第9話に登場する上竹旅館の女将。正木淑女会会員。地球における正木家の長老としてまとめ役をしており、勝仁を筆頭に頭が上がらない人も多い。
正木珀嶺〔まさき はくりょう〕
声 - 泰勇気
正木紳士会会員。天女との関係を噂されている。
『GXP』では小説版のみに登場。GPアカデミーに在籍しているらしく、天女とともに西南のバックアップスタッフを務めていた。
正木水子〔まさき みずね〕
声 - 柚木梨沙
正木の村出身の瀬戸の女官、立木林檎の部下。正木淑女会会員。遥照（勝仁）と霞の曾孫にあたる。血統的に正木一族内での婚姻が続いている生粋の正木一族であり、生存している正木一族の者の中では遥照と一番血筋が近い存在でもある。
正木音歌〔まさき おとか〕
声 - 佐藤あずさ
正木の村出身の瀬戸の女官、立木林檎の部下。正木淑女会会員。
正木風香〔まさき ふうか〕
声 - 天宮みや
正木の村出身の瀬戸の女官、立木林檎の部下。正木淑女会会員。
正木封実 [まさき とみ]
声 - 山像かおり
正木家の長老の一人で正木風香の伯母に当たる人物である。正木淑女会会員。
盤上島の整備班のトップで、盤上島の雑貨屋を経営する上品そうな老婆。
尼ヶ崎和彦〔あまがさき かずひこ〕
声 - 桜井敏治
天地のクラスメイト。天地が高校を辞めた後に東京に転校したらしい。

### ギャラクシーポリス／アカデミー
柾木アイリ〔まさき あいり〕
声 - 玉川紗己子
銀河アカデミー理事長兼、GPアカデミー理事長であり、哲学士、遙照の内縁の妻にして2児の母。つまり天地の祖母ということになるのだが、「おばあちゃん」と呼ばれると怒る。樹雷と対立していた宗教国家アイライの教主の娘である。およそ700年前に銀河アカデミー留学中に案内役の上級生であるアイリ・マグマとして遙照と出会う。政略結婚のためにアイライに帰国させられたものの破談、遙照との子を妊娠していたことが発覚する。その後、ウィドウーによる反乱信徒の集団自決事件を契機に娘の水穂をつれて故郷を捨ててアカデミーへ戻ってきていたらしい。遙照が水穂の存在を知るのは、遙照が地球に失踪してから百数十年後に霞の死の前後に地球人より長寿な正木姓の子供たちの将来を憂えてアカデミーの友人に連絡を取ってアイリの消息を知ったときである。それを契機に極秘裏に遙照と内縁関係になったらしい。その後、清音を出産している。公的には遙照が失踪したままであるため公には結婚しておらず、柾木阿主沙樹雷の養女として柾木姓を名乗っている。OVA第3期後に鷲羽に弟子入りした模様。
鷲羽をして「お見事」と言わせる『アカデミー神拳』の使い手であり、ガンつけ、徒手格闘はお手の物である。
非常に押しが強い直情型の性格をしている。いわゆる「会話より鉄拳」のヒトで、政治的折衝や腹芸は好きではない（が、苦手でもない）。かつて瀬戸に勧められて料理を趣味とするようになり、今では学生時代からの馴染みで調理を手伝っていた定食屋「ナーシス」を譲られて経営するまでに至っている。
小説版『GXP』では、かなりぶっとんだ行動をすることが多く、西南以下クルー達に迷惑な思いをさせている。福からはNBを介してだが、完全に敵視されている。鷲羽がアカデミーにいない現在、一番「質（たち）の悪い」哲学士とのことだが、その裏表のない性格から嫌われてはいない模様。
九羅密美守〔くらみつ みかみ〕
声 - 杉田郁子(GXP、OVA第3期)/沢海陽子(OVA第4期)
GPアカデミー校長。九羅密家の長子であるため本来なら当主になるべき人物だが、家督相続を拒否した。が、実質的に九羅密家の最高権力者であり、当主である美瀾ですらまったく頭が上がらない存在。九羅密家の中では数少ない常識人。美瀾の姉。
普段は老女の姿をしているが、実際は擬態であり、本来の姿は短髪で非常に若々しい美女である。西南の確率ベクトルを逆転させる四人一組のうちの一人。
泰馬、夏羅世一の失脚後、GP軍臨時総司令、そしてGP軍総司令の任に就く。
九羅密美瀾〔くらみつ みなみ〕
声 - 松岡文雄
OVA第1期から第3期途中までのGP長官。美兎跳の父であり、美星の祖父。美守に代わって九羅密家の当主を務めているが、実際には美守にまったく頭が上がらない。
極度の孫バカで、美星にGP標準外の装備を勝手に与えるなどしていた。天地の家に留まり続ける美星を連れ戻そうとして、樹雷の直轄地である地球を美咲生に侵攻させ、返り討ちに遭ったため、美守に整備部主任に降格させられた。
美雲死去後、泰馬の失脚により、世二我本星長老会会長の任に就く。
九羅密吟鍛〔くらみつ なきた〕
声 - 諏訪部順一
GP第一軍司令(?)。美兎跳の夫であり、美星と美咲生の父。義父・美瀾が美咲生に地球侵攻させたことを糾弾した。特殊（マイペース）な人が多い九羅密家において、美守と並ぶ理知的な人物である。GPに巣くう黒幕たちと何らかの繋がりがある。
泰馬の引退とともに一線を引くが、吟鍛子飼いの実働部隊はGP軍最強を誇る。
九羅密美兎跳〔くらみつ みとと〕
声 - 水谷優子/ 富沢美智恵（OVA第4期）
GP清掃局員。美星の母。美星に匹敵する確率変動の偏りを持ち、掃除に夢中になっているうちに何時の間にか軍艦や海賊船などとんでもないところに移動し入り込んでいる（その縁で知り合いやファンが非常に多い）。確率変動の偏りのせいで知らないものが多いが、実は超一流のオペレーション能力の持ち主。古物などにも詳しいらしく、クレーが宝物にしていたものをただのレプリカだと見抜いた。
美兎跳の清掃部は「第2の情報部」とも呼ばれ、本家である情報部以上とも言われる。
九羅密美咲生〔くらみつ みさお〕
声 - 緑川光
GP隊員。美星の弟。異常なくらいの姉思い（シスコン）で、美星からのメールが全て「天地」絡みであったため、美瀾と結託し、天地を抹殺するために惑星規模戦艦「ちょび丸」で出撃するも返り討ちに合う。マシスの想いを受け入れ、結婚する。
雪乃丞［ゆきのじょう〕
声 - 梅津秀行
美星の船のサポートユニット。
九羅密マシス
声 - 小野寺啓子
GP隊員。美咲生の部下。旧名：マシス・マキビ。美咲生に想いを寄せており、天地抹殺という暴走にも協力しようとしたが砂沙美に負けてしまう。その後、美咲生に告白、両思いに。美瀾から「格が合わない」と反論されたが、美兎跳の活躍（?）と瀬戸が養女にしたなどの理由により、九羅密家に認められた。GXPでは、樹雷所有となったちょび丸の艦長として登場する。
藤正〔ふじまさ〕
声 - 宇垣秀成
GP隊員。マシスの部下。バイオボーグを使い、阿重霞を襲うものの、バイオボーグを魎皇鬼におもちゃにされ、気絶させられて失敗。
ソルナール
声 - 小西克幸
GP隊員。マシスの部下。サイバーマリオネットを使い、魎呼を襲うものの、C級はあっという間に撃破され、続けて出した10体もあっという間に撃破され失敗。
バグマ
声 - 園部好德
GP隊員。マシスの部下。S級エスパー能力及び肉弾戦で鷲羽に挑むも返り討ちに。ちなみに、彼ら三名の奥方も元同僚らしく、マシスの想いに関しては聞かされていた。
天南静竜〔てんなん せいりょう〕
声 - 真殿光昭
天南財閥の御曹司でGPアカデミー講師。初登場はOVA第13話で、阿重霞の婿候補として天地と決闘するが美星の乱入によって惨敗し、以来地球人を目の敵にしている。また雨音の幼馴染でもあるが、彼女にはまったく相手にされていない。そんなこんなで西南をアカデミーから追い出そうとするが、ことごとく裏目に出る。雨音曰く、「脳天気の天才」。基本的にはギャグキャラであるが、剣術の実力は本物で、タラントを一瞬で切り伏せたほど。特技としてライトセイバーで峰打ちが出来る。GXP最終話でコマチ・キョウに誕生日プレゼントとして指輪を送り、後に結婚。二児をもうける。
小説『天地無用! GXP』6によると体はナノ・サイボーグ化されており、そのお陰であれだけひどい目にあっても無事だという。
静竜の性格、言動等々から「天南特例」というものが設けられており、彼に何が起こっても天南家は関知しない、黙認、無視との態度を執っている。その実例として、ダ・ルマーの人質にされた時に天南家は身代金を値切り、結局、海賊入りし身代金が浮いて喜んだ。
ダ・ルマーの逮捕後、ギルドでの存在意義を不要と考えた親族により瀬戸に連れ戻してほしいと依頼があり、西南との決闘が企画され、アランに幸福艦を委ねてコマチとともに艦を離れる。決闘では西南に敗れ、幸福艦はアランが瀬戸に派遣されたクイス・パンタとのギャンブルで借金の形として取られてしまう。
カーサ・イグリエ
定食屋「ナーシス」の女将。料理に関する造詣が深く、彼女が納得しない者は厨房に入ることができない。アイリの料理の先生でもある。GXPでアイリが趣味でやっている店が「ナーシス」だが、カーサは登場しない。
四加一樹〔よつが かづき〕
声 - 室園丈裕
GP隊員。樹雷皇阿主沙の父。GP職員が樹雷に赴任するには、気概を示すための儀式を行わなければならない。この時、ちょっとした手違いから儀式ではなく、本物のトラブルに巻き込まれているところを阿麻芽に助けられる。
『デュアル!ぱられルンルン物語』の主人公と同姓同名であるが無関係である。
四加阿麻芽〔よつが あまめ〕
GP隊員。樹雷皇阿主沙の母で元柾木家皇族。一樹が儀式ではなく本当のトラブルに遭遇した所を助け、以後、武術を教えることで交際が始まった。一樹が樹雷から転属する際、皇族を捨てついて行き、結婚した。
朱螺凪耶〔あから なじゃ〕
鷲羽の親友。哲学士。鷲羽と共に銀河アカデミー創設の立役者の一人。鷲羽より3年年長。凪耶の現在の姿が神木瀬戸樹雷であることが明らかにされている。
鷲羽よりも裏方の仕事が多かったため、鷲羽よりも知名度は劣るが、能力的には鷲羽と同等の能力を持つ大人物。
性格的には瀬戸（本人である）やアイリに非常に似ており、二人に輪をかけてお茶目で軽い。鷲羽と共に学生には非常に恐れられた。
夷隈〔いくま〕
銀河アカデミー哲学科教授で、鷲羽と凪耶の恩師であり、二人の父親ともいうべき人物。かなり大人な傑物。
山田西南〔やまだ せいな〕
声 - 茂木滋(GXP, OVA第4期)/野島裕史(OVA第伍期)
柾木天地の幼馴染。『天地無用! GXP』の主人公。
天地無用! GXP#主要人物を参照。

### 世二我
九羅密美壮〔くらみつ みさか〕
美釀の父で世二我の元首。前元首であった父が急進的な開国派であったのに対し保守的で、アカデミーから美釀・美雲を緊急帰国させた。
九羅密美醸〔くらみつ みかも〕
鷲羽の夫。ただし、当時は鷲羽のいる樹雷皇立アカデミー（銀河アカデミーの前身）と世二我は仲が悪く、美雲誕生後に引き裂かれている。美星・美兎跳の直系先祖らしく、確率変動に異常な偏りを持っていて、鷲羽の結界に気付かずに入りこんでいた。
九羅密恋順〔くらみつ こより〕
美醸の再婚相手。彼女が美醸と結婚前に他の男性との間にできた子供が光雪、美醸と同様に身分違い等の理由によって親に引き裂かれたようである。美醸と一緒に鎖国的な世二我を変革しようとした。
九羅密美雲〔くらみつ みくも〕
『GXP』時点における九羅密家の最長老、世二我当主（元首）。美醸と鷲羽の息子であり、後に光雪と結婚する。美星の曾祖父。美守・美瀾の父。
第9巻では死を前にしていた状態で九羅密の医療施設におり、第11巻で母・鷲羽に看取られて死去。2万歳という長寿であり、ギャラクシーポリスの創始者にして、銀河連盟設立の原動力となった一人。それゆえに連盟内で強大な存在となり、長命であった為、長らく当主の座にあった。周囲の者たちも含めて後継者について意識した頃には、いろいろと問題があって指名できなかったこともあり、後継者の確定については鷲羽に遺言を託した。
九羅密一族は碧眼が特徴だが、鷲羽と同じ翠眼に白い肌を持つ。
第11巻で死去したと思われていたが、第14巻で若返り（老体は擬態の様である）、星雲〔せいうん〕の名で、死を看取った若き女性看護師と新たな人生を始める。このことを知るのは鷲羽と美守と女性看護師の3人だけである。
九羅密光雪（美雪）〔くらみつ みゆき〕
恋順の娘であり、後に美雲と結婚する。美星の曾祖母。美守・美瀾の母。1万年前に死去している。
九羅密美守
声 - 杉田郁子
#ギャラクシーポリス／アカデミーを参照。
九羅密美瀾
声 - 松岡文雄
#ギャラクシーポリス／アカデミーを参照。
九羅密吟鍛
声 - 諏訪部順一
#ギャラクシーポリス／アカデミーを参照。
九羅密美兎跳
声 - 水谷優子
#ギャラクシーポリス／アカデミーを参照。
九羅密美星
声 - 水谷優子
#基本キャラクターを参照。
九羅密美咲生
声 - 緑川光
#ギャラクシーポリス／アカデミーを参照。
九羅密泰馬〔くらみつ たいま〕
世二我長老会次席。世二我旗艦『世二我』艦長。吟鍛の上司。美雲と同じ翠眼を持つ。GPに巣くう黒幕たちの1人。GP内での世二我の復権のためにタラントと結託し、守蛇怪奪取、西南に罪をかぶせるとの企みを持ったが、西南とZINVの活躍によりタラントが戦死し、今回の一件を不問とする代わりに、引退することとなった。部下に九羅の一族の夏羅家の夏羅世一がいたが、泰馬とともに実質失脚している。

### アイライ
ガイラ・マグマ
アイライ教教主長でアイリの父。アイリが銀河アカデミーにいることを庇い続けてきたが、ゴーバ達の圧力に逆らえず、アイリに帰国命令を出す。GXP小説版で、ウィドウーが起こした事件に巻き込まれて死亡したとの記述がある。
ケイラ・マグマ
アイライ教尼僧教主長。ガイラ教主長とは兄妹。
アイリ・マグマ
柾木アイリを参照。
ゴーバ
アイライ教教主会副長で、最大派閥を持つ教主会の実質No1。アイライのルフィン家とアイリとの婚姻、華船（孤児ということで雨木家の養子となったが、実際はルフィン家の血族）の天木家三女との婚姻によりマグマ家（アイリ）-ルフィン家-雨木家（華船）-天木家という形で縁戚関係を作り、皇家天木家の力を利用してアイライ教の拡大を狙ったが、瀬戸によって失敗に終わった。その後、対外的にはアイリの婚姻相手として発表された。

### その他の基本キャラクター
神我人〔かがと〕
声 - 若本規夫
鷲羽の元助手。鷲羽の親友だった凪耶のクローンで、元は雌雄同体の存在だったが、鷲羽が原因で女嫌いに。自分の女性部分を切り離して男性となった。男性の神我人は全宇宙統一理論の完成を悲願とする科学者。研究対象を手に入れるためなら破壊活動も辞さない凶悪犯。樹雷に伝わる「皇家の樹」の力を狙っている。
ちなみに、神我人が乗っていた宇宙船名は【双蛇　(そうじゃ)】である。
切り捨てられた女性の神我人は時を越えた天地に助けられ、紆余曲折の後にノイケと同化した（ノイケは「女性の神我人」をDr.クレーが子供に戻して再度やり直した過程でできた別人格であるらしい）。
訪希深〔ときみ〕
声 - 冬馬由美
創生の三女神（三命の頂神）の末妹で命主。次元を管理する女神。戦闘能力に特化しており、争いの女神でもある。
D3〔ディースリー〕
声 - 大友龍三郎
訪希深に仕える存在で、訪希深の命を受け銀河や天地達がいる世界（次元）を管理する存在。
Dr.クレー〔ドクター クレー〕
声 - 加藤精三
訪希深に仕える科学者・哲学士。鷲羽とは樹雷皇立アカデミー（銀河アカデミーの前身）時代から因縁があり、一方的にライバル視している。お気に入りだった女の子に、鷲羽の好意によって残されたデータバンク内の過激なポルノ映像を見せてしまい、フラれたという悲しい過去がある。その時に付けられた「たこ」というあだ名で呼ばれると今でも激怒する。
保釈金をケチって数十年の刑期を受け入れる守銭奴である一方、金を払う相手には誠意ある相応の扱いをするというポリシーの持ち主。
Z〔ぜっと〕
声 - 花輪英司
フルネームはZ0001332536873だが、長いので省略している。
訪希深に挑み全滅させられた組織に属していた強化人間「ナンバーズ」の唯一の生き残りであり、名前を略しているのもそれが理由。天地と同様に光鷹翼を自力で5枚作り出すことができるが、物質変換はできない。
零〔ゼロ〕
Dr.クレーに作られた人工生命体であり、コピー能力を持つ。鷲羽を捉えるために魎呼になりすまし近づいたが魎呼の天地を想う心の強さに影響され失敗。その後、零の想いを叶えるために鷲羽が魎呼に同化させた。その結果、しばらくの間魎呼は「ゼロの感情」に影響されて非常に初心になった。
万素〔ます〕
地球から約23,000光年離れた惑星シヴァに生息する水棲原始生物で、鷲羽は自らが作る作品の生体マテリアルとして利用している。言わば魎呼や魎皇鬼の『お父さん』。攻撃を受けたり、極度に緊張したりすると、自分の体を打ち出したりして攻撃する。

## 長谷川版
第1期の脚本を担当した長谷川菜穂子による『天地無用! 魎皇鬼』（第1期OVA）のノベライズから端を発した一連の小説作品群のキャラクター。

### 梶島版由来
基本キャラクターは梶島版のうちOVA第1期までに明かされた設定がベースになっており、そこから独自設定（鷲羽の息子が「美雲」ではなく「タウ」という名前であるなど）が付け加えられている。

### オリジナルキャラクター
以下の人物は後に作られたねぎし版等にも流用されている。
真備清音〔まきび きよね〕
声 - 天野由梨 / ドラマCD・ねぎし版（ねぎし版では名字なし）等での配役
GPの1級刑事で、美星の相棒。出世を夢見て奮闘するが、いつも美星に振り回されてしまう。
柾木阿知花〔まさき あちか〕

勝仁と地球人の母との間に生まれた長谷川版の天地の母親。自然覚醒以前に自らの心を偽り、樹雷の力を無理矢理引き出したために短命となってしまった。樹雷の力においては歴代の樹雷皇をしのぐほど。
阿知花という名は長谷川の質問に答える形で、梶島正樹が考案したもの。（同人誌「天地続報」より）

## TVA「天地無用!」(ねぎし版)
TVAシリーズや劇場版などのねぎしひろしが監督した映像作品群のキャラクター。
※『天地無用!（テレビアニメ版）』に登場するキャラクターに関しての解説。ねぎしが監督する『愛・天地無用!』に登場するキャラクターについては#TVA「愛・天地無用!」の節を参照。
※ OVA「天地無用! GXP～パラダイス始動編～」のアニメーション総監督は、ねぎしひろしであるが、梶島版の方で扱う。

### 梶島版由来（ねぎし版）
本作では天地など地球出身者以外の人物に名字が設定されていない。
柾木天地
魎呼達と出会った後も普通に学校に通っている。
魎呼
現役で宇宙海賊。
阿重霞
冷凍睡眠などはしておらず、魎呼とは子供の頃からの喧嘩相手のような存在。遥照に関しては「そういえばそんな人がいたと聞いたことがあります」程度の認識しかもっていない。
砂沙美
OVA版ほど重要な役割を持たず津名魅も登場しないが、プリティサミーなどの原案になった設定が加味されている。
魎皇鬼
猫と融合したりはしないが、最終回では天地が猫を魎皇鬼と見間違えた。
美星
第一話から登場。悪事をはたらく魎呼を追いかけて地球にやってくる。当初は柾木家に居候していたが、清音と再会してからは彼女とともに安アパートに住んでいる。
鷲羽
テレビ版では彼女が神社の祠に封印されている。魎呼や美星との血縁関係はない。料理ができない。
柾木勝仁
遥照が本名であることは同じだが、普通に年齢を重ね今に至っている。阿重霞との直接の血縁関係はなく、遠い親戚という程度。
阿座化
老人の姿の「オリジナル」が存在する。
火美猛
青年の姿の「オリジナル」が存在する。
神我人
鷲羽の弟子ではなく、樹雷の者となっている。かつては遙照とも良き仲であったが、樹雷の力に魅入られそれを我が物にしようと企み、遥照の名を騙って樹雷王に即位した。
邪皇剣という、天地剣にも匹敵する剣を持つ。

### 長谷川版由来
清音
今作から本格的にメインキャラクターとして活躍していく。柾木家を出てアパートに美星と同居している。生活の為にアルバイトをしているが、貧乏生活の日々。

### オリジナルキャラクター（ねぎし版）
那岐〔なぎ〕
声 - 大塚瑞恵
魎呼をライバル視する賞金稼ぎ。魎呼を意識したキャラクターデザインをされている。
眷皇鬼〔けんおうき〕
声 - 矢島晶子
那岐の相棒。魎皇鬼とよく似た姿をしている。オス。魎皇鬼とは仲良し。
満奇〔みつき〕
声 - 小山裕香
GP特捜部で勤務している清音の同僚で同期生。エリートコースを順調に突き進んでいたが高慢で薄情な性格が災いし、最終回で出世した清音のお茶汲み役となる憂き目にあう。
美零(みれい)
声 - 小西寛子
サルガッソーで砂沙美が出会った思念体。砂沙美の前では少女の姿だったが天地たちには青白く光る人の形をした物にしか見えなかった。
哲多〔てった〕
声 - 河合義雄
神我人を守る騎士の1人。阿座化と互角に戦うが破れる。
哲倩〔てっせい〕
声 - 三木眞一郎
神我人を守る騎士の1人。火美猛と戦うが哲多同様破れる。

## TVA「新・天地無用!」

### 梶島版由来（新・天地）
柾木天地
柾木神社の跡取り。神主修行のため東京に上京する。
魎呼
元宇宙海賊でわがままし放題。天地に一途で柾木家の居候になる。その凶暴性とメンバーきっての戦闘力・攻撃力は従来通り。
大酒飲みでもあり、第1話では酷い二日酔いを起こし、リビング中に凄まじい酒の臭いを撒き散らす。このために天地が東京に行くことを知らず、同時に記念撮影も逃したことに激怒して詰め寄るが、阿重霞の指摘によってその元凶である鷲羽を締め上げて天地の所に送るよう強要し、次元トンネルを使わせた。だが、これが結果的に天地の危機を救うことになる。
中盤で天地と佐久耶のキスを目撃してしまい、落ち込んでいたところを秀眞に誘われ、宇宙海賊に戻る。
今作では魎呼の部屋があり、眠る際にも部屋で寝ている（他作品ではリビングの梁の上でくつろいでおり、部屋がある描写はない）。
阿重霞
樹雷皇家第一皇女で思い込みの激しい自称天地の婚約者。柾木家の居候になる。生み出す結界の力はメンバー最強。終盤は天地ファミリーの絆を取り戻そうと奮闘する。
砂沙美
樹雷皇家の血筋で阿重霞の妹。柾木家の居候になる。料理のベテランで柾木ファミリーの家事全般を受け持つ。宇宙船形態及びリョーオーキロボ形態の魎皇鬼を操縦できる。
魎皇鬼
砂沙美と共に地球にやって来たペットで、人語を解するが「みゃーみゃー」としか喋れない。宇宙船形態は他作品と比べかなりコンパクトになった小型宇宙船である事が多い（ただし19話で阿重霞、阿座化、火美猛が搭乗していた時は従来のサイズになっていた）。今作品でのみ宇宙船以外にロボット形態に変化する事ができる。ニンジンが大好物。愛称、魎ちゃん。
リョーオーキロボ
本作オリジナルの魎皇鬼ロボット形態。砂沙美のお願いまたは砂沙美や自分の身に危険が迫った時に変身する巨大な赤いロボ。強力なパワーの持ち主で次元の壁すらぶち破る。魎皇鬼自身の自我があるので勝手に動けるが腹部にコクピットがある。サイズの関係上、砂沙美しか乗れないが彼女が操縦することで真価を発揮する。
美星
宇宙ポリスの地球駐在員で、魎呼監視の名目で柾木家に居候する。お気楽で無敵のおっちょこちょい。「ポリスマン」というアニメにはまっている。
鷲羽
今作では魎呼の元パートナー。天才(?)マッドサイエンティスト。柾木家の居候になる。変な発明をするのが得意。次元トンネルを作り上げた。
柾木勝仁
天地の祖父で柾木神社の宮司。星守の一族である柾木家の現当主。退魔の力は相応に持ち合わせている。そのためか、何か起こっているのを感じ取っていた。
第1話で（勢いとはいえ）砂沙美を天地の嫁にと推すが、直後に阿重霞から猛獣の如き激怒を喰らってしまう。また、同話での地鎮祭で怪物が襲撃してきた際、「阿重霞さんだけでも来てもらうんだった！」と彼女が生み出す結界の強力さを認めている発言をしていた。
柾木信幸
天地の父親でサラリーマン。妻は既に他界している。相当影が薄いらしく、メンバー達から存在を無視されることもしばしば。天地と佐久耶の仲を後押ししたとして、扱いがひどくなっていく。
阿座化／火美猛
どちらも阿重霞のボディーガードを務める樹雷皇家のガーディアン。戦闘や防御、支柱にと色々役立つ。
尼ヶ崎和彦
天地のクラスメイト。

### 長谷川版由来（新・天地）
清音
宇宙ポリスの地球駐在員で、魎呼監視の名目で柾木家に居候する。パートナー美星に手を焼いている。

### オリジナルキャラクター（新・天地）
神代佐久耶〔くましろ さくや〕
声 - 飯塚雅弓
今作の（一応の）メインヒロイン。柾木天地に恋人宣言する。天地に朝食を作るシーンがあるが全てコンビニで買った出来合いものを並べただけで、当初、料理はあまり得意でないようであるが、7話の時点で天地に自分で作ったお弁当を渡していたことから全く出来ない訳ではないらしい。
クラスの人気者で明るい性格。積極的かつ猪突猛進気味で天地の話を聞かず、ぐいぐい迫る。天地の里帰りした際は勢いのまま追いかけてきたが、天地ファミリーの絆を見て意気消沈していた。
文化祭の後夜祭をきっかけに天地と付き合うようになり、呼び方も「柾木くん」から「天地くん」へ変わる。
正体は幽戯が自分の影から生み出した分身で、天地をファミリーから引き離すことが存在目的だった。終盤、両親の記憶や記念写真を撮ったことがないなど、記憶や存在が曖昧なことに気づき始める。また、幽戯譲りの孤独からか天地と離れることを異常に恐れるようになる。23話でクラスメイトたちに存在を忘れられ、名簿からも名前が消えた。続く24話で役目を終えたことで消滅し、天地を始めとした人々の記憶から、その存在を抹消されている。
幽戯〔ゆうぎ〕
声 - 矢島晶子
約3600年前、超エネルギー「樹雷の力」を研究する目的で生み出されたミュータント。驚異的な霊力を持ち、樹雷星を大混乱に陥れたため（本人は悪気がなかった様子だが）、王家の力により棺型のコールドスリープカプセルに永久封印されていた。自身の影から神代佐久耶を生み出し、天地ファミリーの絆をバラバラにしようと様々な策謀を巡らす。砂沙美とは過去に一緒に遊んだことがあり、（魔性の者であるのを知らなかったとはいえ）笑顔で接してくれた彼女との友情を大切にしている歳相応な一面を持ち、自分の身を2つに分けて砂沙美と会いに行くほどであり、彼女と過ごせる世界を作ることも目的の一つだった。強大な魔力をその身に有しており、自分の身を分けてさえも魎呼を一蹴したほどだが、自身が作った特殊空間以外では長時間での活動が出来ない弱点がある。
最終回で天地に平手打ちをされて諭され、柾木神社の一角に新たに建てられた祠へコールドスリープカプセルごと移され、魎呼曰く「成長していい子ちゃんになるまで眠る」と自ら望んで再び眠りにつく（魎呼曰く「どっちみち、このままじゃこっちの世界には長くいられない」とのこと）。また、砂沙美も一日の出来事を幽戯に話すのを日課とするようになった。
東日流〔つがる〕
声 - 太田正道
幽戯の使い魔の一人。中性的な雰囲気の持ち主。天地から引き離す為、阿重霞に接近し心理的に撹乱する。終盤、幽戯の命令で美星、清音を始末しようとするが、反物質次元弾頭弾で消滅させられる。
秀眞〔ほつま〕
声 - 高木渉
幽戯の使い魔の一人。クールな性格。天地から引き離す為、魎呼に接近し宇宙海賊に復帰させる。面従腹背が露見し怪物の姿になって、魎呼を始末しようとするが返り討ちにあう。
真鳥〔まとり〕
声 - 山口由里子
幽戯の使い魔の一人。性格が他の二人よりコミカル。幽戯の傍にいることが多い。場の空気が読めず、最終話で幽戯の感情を逆撫でしてしまい消滅させられてしまう。
土田馬之介〔つちだ・うまのすけ〕
声 - 室園丈裕
天地のクラスメイトで、天地が修業している神社の神主・土田独然（つちだ・どくぜん）の孫。
菅野〔すがの〕
声 - 水野愛日
天地のクラスメイト。佐久耶の友人の一人。黒髪長髪。佐久耶の恋を後押しするため、何かとおせっかいを焼く。
吉永〔よしなが〕
声 - 田村ゆかり
天地のクラスメイト。佐久耶の友人の一人。眼鏡っ娘。佐久耶の恋を後押しするため、何かとおせっかいを焼く。
松野〔まつの〕
声 - 森谷密
天地のクラスメイト。佐久耶の友人の一人。長身、ショートヘア。下の名は秀美。佐久耶の恋を後押しするため、何かとおせっかいを焼く。
幽皇鬼〔ゆうおうき〕
声 - ノンクレジット
幽戯が生み出した魎皇鬼型の駒人。魎皇鬼同様に宇宙船に変形したり戦闘形態として巨大怪獣になる事ができるが、魎皇鬼ロボに歯が立たず撤退し、幽戯に処分されてしまう。
樋拿畝〔ひなせ〕
声 - 山口由里子
約3500年前、幽戯を封印した樹雷の女王。幽戯が悪いとは思っていなかったが、止む負えず封印し、悲し気にしていた。

## TVA「愛・天地無用!」
柾木天地
声 - 菊池正美
順愛学園に赴任してきた教育実習生で、学園女子寮の寮監。巻き込まれ体質から作中の大小ほとんどの不幸に巻き込まれるが、お守りとして天地剣は持ってきておりその力を発揮した時だけは本来の強さを発揮する。
データ上では、22歳で県立○×総合大学・教育学部在籍となっているが、これは全て鷲羽による改竄。次元遭難者を探すために過去に送られももと紅に出会うものの再び次元の歪みに飲まれ救出に失敗。再度救出をするために現代の女学園に潜入することになる。

### 生徒会
川流もも（かわながれ もも）
声 - 東山奈央
順愛学園生徒会長。天然で常に明るく皆に慕われる人気者。対立している科学部とも仲良くしたいと思っている。生徒会長選では科学部の選挙工作で天地とのスキャンダルが問題になり支持率が急低下するも最終討論会で堂々と愛を説き支持率を超回復させる。だが、その直後にGP S.W.A.T.が地球に襲来する騒動が起きた為、選挙戦は中止された。
鷲羽の事故によって特異点となった“もも”であり、1300年前で次元断層に飲み込まれた際、紅ともはぐれ1人だけ現代より少し前の時代に流され、そのまま成長した。
現在の次元断層に天地と共に飲み込まれた際に数々の次元を巡った末に天地と再会、この時代に生きた川流ももは消滅し子供の姿に戻る。
ハチ子
声 - 優木かな
順愛学園生徒会監査。ももが大好きでももに近づく者がいると容赦なく攻撃する。
普段は凛々しいが、得物（木刀でも箒でも何でもいい）を手にしていないと泣き虫になってしまう。演劇部部員でもあり文化祭の出し物で王子様役を担当。資材倉庫で天地に助けられてから意識するようになる。
沙流葉七（さりゅう はな）
声 - M・A・O
順愛学園生徒会副会長。
ミスコンで女装した天地に惚れ込み、天地をお姉さまと呼び、薄い本まで作る。阿重霞に負けてからはMに目覚める。
笛山塔里（ふえやま とうり）
声 - 深田愛衣
順愛学園生徒会書記。データ至上主義。砂沙美に対して執着をみせる。

### 科学部
鬼ノ城紅（きのじょう べに）
声 - 大地葉
順愛学園科学部・用心棒。金棒を武器にしており、文化祭では魍呼との力比べで互角の力を出した。昔の記憶がないらしく、自分が何者か分からないことを悩んでいる。
騒動の最中に記憶を取り戻し、ももと共に1300年前へと帰って行った。
布賀油木（ふか ゆき）
声 - 佐藤あずさ
順愛学園科学部部長。生徒会と対立しており何かと目の敵にしている。生徒会長選にも立候補した。
藍井涙（あおい るい）
声 - 田辺留依
順愛学園科学部部員。内気だが、クモを見たりと錯乱した時には馬鹿力を発揮する。
ゴーリキくん
順愛学園の学園行事支援用ロボット。プロトゴーリキくんは暴走続きで資材置き場内に封印されていた。
生徒ではなく科学部の備品扱いだが、ジャッジ（天地）の判断で体育祭参加は認められた。

### GP関係者
栗原有漢（くりはら うかん）
声 - 川澄綾子
順愛学園弐年芝組担任。ドSで特に天地をよくいたぶっている。GP隊員であり美星の上司。
本部長
声 - 北村謙次
GP S.W.A.T.本部長。地球への干渉をしない岡山議定書のグレーゾーンをつき、次元振動弾まで使用してまで鷲羽と特異点（もも&紅）逮捕に動くも、次元断層の暴走を食い止めることができず渋々鷲羽に協力を申し込む。

### 天地ファミリー
魎呼
声 - 折笠愛
現在では天地の引越し先に着いてきていた。実は学園周辺で情報収集をしていた。
過去の世界では、まだ天地と出会う前の宇宙海賊として現れ、鬼と呼ばれていた。
阿重霞
声 - 七緒はるひ
天地の引越しの手伝いに来ている。文化祭では砂沙美と共に甘味処を開いていた。魍呼のサポートをしていた。
砂沙美
声 - 横山智佐
天地の引越しの手伝いに来ている。実は天地のサポートをしていた。
美星
声 - 水谷優子
天地達とは別件で、時空介在容疑者の証拠品を探すために潜入捜査として来ていたが、なぜか探すなら財宝の方が楽しいと科学部の地下掘りを手伝って（?）いた。
過去の世界ではGPとして魍呼を追っていた。
鷲羽
声 - 小林優子
何らかの実験中に事故が起こったため、1300年前の過去の世界に天地を送り込む。しかし、その捜索に失敗したため次元遭難者がいると思われる女学園に天地を潜入させる。
現在の世界では、天地にヘルメットに防具や位牌など色々な道具を送っている。モノリスを使って科学部にも干渉していた。美星によってGPに捕まるも、事態の収拾に協力する代わりに今回の罪はチャラにすることを約束させた。
魎皇鬼
最終話のEDでワンカットだけ登場。顔見せ程度の登場であり台詞も無かった。4話で天地が鳴き声をマネしている。

### 過去編
もも
声 - 東山奈央
天地が鷲羽に送られた世界で出会った少女。「殿下」と呼ばれる人物の娘で、幼くして樹雷皇家から宇宙船「桃始華」（としか）を賜っている。
事件収拾後は子供の姿に戻り1300年前に帰還、桃始華の樹雷の剣を征木神社に伝えている。
紅
声 - 大地葉
ももを姫と呼ぶ人物。少女の頃に身寄りを亡くし、まだ赤ん坊だったももの世話係となった。重力異常に巻き込まれ宇宙船からももを脱出させる。本当の名は「くれない」と読むが、ももからは「ベニ」と呼ばれている。
イヌカイ
声 - 優木かな
過去の世界で、鬼の行方を追っていた。
ササ
声 - M・A・O
過去の世界で、鬼の行方を追っていた。
タマオミ
声 - 深田愛衣
過去の世界で、鬼の行方を追っていた。

## 劇場版

### in LOVE
基本キャラクターは#TVA「天地無用!」(ねぎし版)を参照。
柾木阿知花
声 - 林原めぐみ
天地の母。信幸へ思いを寄せていて、恋にあこがれる17歳。ごく平凡な学生で、修学旅行を楽しむつもりでいた。
信幸
声 - 森川智之
天地の父。阿知花の同級生。阿知花に想いを寄せる描写がある。
禍因〔かいん〕
声 - 大友龍三郎
樹雷皇家に恨みを持つ凶悪犯。GP本部を脱走し、過去の阿知花を狙う。

### 真夏のイヴ
基本キャラクターは#長谷川版を参照。
麻由華〔まゆか〕
声 - 岩男潤子
「未来から来た天地の娘」を自称する少女。歳恰好は天地と同じくらいだが、精神面が異様に幼い。鷲羽によって遺伝情報の上では間違いなく天地の娘であると確認されたものの、母親に繋がる情報は判らなかった。
由厨葉〔ゆずは〕
声 - 井上瑤
闇の種族の少女。樹雷の星祭り「スターティカ」で幼い頃の遥照と会ったことがある。麻由華を送り込み天地家の崩壊を目論んだ。

### in LOVE2
基本キャラクターは#TVA「天地無用!」(ねぎし版)を参照。
椿〔ハルナ〕
声 - 井上喜久子
本作における天地の恋人。肉体関係もある。ただしその世界観は彼女が作った、いわゆる仮想世界であり、天地と真に結ばれたとは言い難い。その正体はかつて遙照と共に地球へ向かった遙照のかつての恋人であり、その道中に絶命する。しかし遙照への想いが、本作の世界を作り出した。
イツキ
遙照と地球で出遭った地球人。遙照の地球での妻であり、阿知花の母親。回想シーンにて登場するが、すでに他界していると思われる。

## 奥田版
奥田ひとし作の漫画作品群のキャラクター。

### 梶島版由来（奥田版）
基本キャラクターは梶島版に準拠しており、梶島版で新設定が公開された際にも極力整合性を保つように描かれている。

### オリジナルキャラクター（奥田版）

#### 宇宙
巫薙〔みなぎ〕
矢蔭によって創られた魎呼に瓜二つのサイバーマリオネット。宝玉が無いためにそれを利用する力は持たないが、それ以外の能力は魎呼と変わり無い。また剣技・一般体術においては魎呼を完全に超えている。境遇の違いから魎呼とは全く正反対の礼儀の折り目正しい女性である。最初の事件以後、義賊となるが古株宇宙海賊や樹雷関係者からは度々魎呼と勘違いされる。
またコミック版の鷲羽は巫薙を魎呼の妹（つまり自分の娘）として扱っており、巫薙もまた鷲羽を母として慕っている。
矢蔭〔やかげ〕
神我人に次ぐもう1人の鷲羽の弟子。元樹雷の闘士。自らの剣を極めんとし、伝説と言われる光鷹真剣（天地が物質転換で生み出す光鷹翼の剣）の力を科学で再現しようとした。鷲羽が神我人に封印された後、前もって鷲羽からくすねていた魎呼の基礎遺伝情報（つまり鷲羽の卵子から取り出された遺伝子情報）と自らの基礎遺伝情報をかけあわせ「人造光鷹真剣」の使用者として巫薙を生み出す。自らの手で完成させた「人造光鷹真剣」の完成度を知るために天地に戦いを挑み、そして散ることになる。
瑜免〔ゆめ〕
自称、宇宙一の大天才科学者。アカデミーにおける鷲羽の同期で、事ある毎に鷲羽につっかかる。その頭脳は鷲羽も認めるほどの冴えを持つ。酔っ払った際の鷲羽との軽口による賭けから軽い気持ちで樹雷星の転覆を目論んでしまう。
飛死魔〔ひしま〕
瑜免によって創られた、彼女の部下であり助手。主に対して非常に忠実な武人である。一度見た技やエネルギーをコピー・増幅できる能力を持ち、天地剣のエネルギーですらコピーできる。
備前〔びぜん〕
第二世代の皇家の樹。瑜免に奪われており樹雷転覆に利用されるが、無理な制御を受けたため暴走してしまう。一行を危機に陥れたが津名魅の力で正常に戻った。
建部旭〔たけべ あさひ〕
樹雷の従属惑星（保養惑星）「竜天」に在する「木彫方」の少女。その関係で幼い頃から阿重霞と砂沙美を姉として慕っている（旭の外観は砂沙美よりも年上だが、砂沙美には龍皇におけるコールドスリープの700年があるため「姉」という立場を持つ）。竜天の政治的陰謀に巻き込まれて逐電し、樹雷に助けを求めようとするが、追手に阻まれ途方にくれていたところで地球に辿り着いた。職業柄、木工彫刻と伝統工芸のマニアである。
深真舸〔みまさか〕
旭の船。第三世代以降の皇家の樹をコアとしている。メインユニットは生真面目な旭と比べてお茶目な言動が目立つ。例によって船内で迷った美星の酒に付き合わされて泥酔するなど機械らしからぬ一面がある。
豪渓〔ごうけい〕
天地たちが旭を救う旅の途中で出会った僧。ガギュウ人という獣化変身を行える種族で、かなりの猛者だが、めちゃくちゃお茶目な性格。旭の幼馴染（互いの両親が既知の仲で、豪渓は幼い旭を子守していた）で、後に両想いとなる。ちなみに彼の所属する宗教・光殻真宗は「愛」を説いており、恋愛も結婚もオッケーである。
ミーちゃん
惑星アバゾンのドウドーで銀河最凶の原生生物。美星が惑星アバゾンに勤務していた時、罠にかかっていた所を助けられる。美星曰く「可愛いネコちゃん」。
ショウオウ
遺伝子をコピーする不定形生命体。擬態できる。鷲羽と魎呼を取り込み砂沙美を捕食しようとした所、魎呼に内側から破られる。
ナナシ
名もなき皇家の樹。樹雷創生の時期に生まれた鬼子（皇家に害をなす樹の事）で樹雷でも第一級の極秘事項。滅するのも不憫と樹雷皇の計らいで名もなき星に封じられる。気に入った相手の未来を予見できる。800年前神我人のマリオネットだった時代、ナナシを盗もうと触れたとき魎呼に天地と出会い心惹かれていくというヴィジョンを見せる。そのせいで感情のなかった魎呼はパニックになりこの時の記憶を封じ込めた。もう一度樹にふれ、このことを思い出す。魎呼に昔のヴィジョンを見せた後、死んでしまう。
棘〔いばら〕
ナナシを樹雷創生の頃より代々守ってきた樹守。800年前は天地に似ていた。魎呼がヴィジョンを見て記憶を封じかけたとき天地とダブって見えた為抱きつかれ、魎呼に惹かれる。そのためか攻撃パターンが魎呼にそっくり。ナナシが死んで涙を流す。
耶鷹〔やたか〕
宇宙海賊。海賊仲間でも鼻つまみ者で、他人の獲物を横取りするのが生甲斐。ナナシを横取りしようとして天地達の後をつけるが、魎呼・阿重霞・棘によって返り討ちにされる。
箕鳧〔みかも〕
耶鷹の船。生命維持装置を握っているため主導権は箕鳧が握っている。性格は残虐で持ち主に刃を向けたりする。ナナシを盗もうとして天地たちに妨害されたうえ攻撃力を奪われ頭にきて自爆しようとしたところ、天地の光鷹翼と魎呼の宝玉の力によって分子レベルで分解されてしまう。
臥竜〔がりゅう〕
しし座の惑星OKU-II（オクツー）の王子。昔、子供のペットの鳥を殺して立ち去ろうとしたところ阿重霞に叱られた。初めての経験で阿重霞に心惹かれる。OKU-IIが崩壊しようとしている時、阿重霞とともに最後の時を迎えようと柾木家からさらっていく。阿重霞の心の中に天地がいると知ると、天地を殺すため阿重霞を洗脳し刺客として差し向ける。阿重霞がピンチのとき2度も天地が助け自分が助けられなかったのと、洗脳しても阿重霞の心の中には天地がいると知って苛立ち、天地に直接勝負を持ちかける。闘っている最中天地に悟られ、最後はOKU-IIとともに散っていった。
多麻〔たま〕
元々5000年前に鷲羽が自分のセキュリティを鍛えるための仮想侵略者として作ったプログラム。完成せずに忘れられていたが、突如鷲羽と同じ姿で鷲羽の前に現れ自分をブラック鷲羽と名乗り5対5の決闘を言い渡す。負けを認め停止スイッチを押そうとしたとき、突如豹変する。実はDr.クレーが鷲羽に復讐しようとプログラムを改ざんしていた。鷲羽に自分の手で天地達から自分の記憶を消させ、木星にくるように要求する。鷲羽と戦うが、途中巫薙の助けで来た天地達が来て、記憶を戻し勇気付けられ力を取り戻した鷲羽に倒される。その後、改造され鷲羽の助手として生まれ変わる。
美羽〔みゅう〕
鷲羽が「偶然の天才」（美星）の上を行く「科学的必然」の構造理論を確立しようとシミュレートしたところ、シミュレート内で鷲羽と美星が融合して出来た存在。実体化して偶然（美星の部分）を科学的（鷲羽の部分）にコントロールして世界を自分の実験場にしようとした。しかしそれは鷲羽の2重のシミュレートだった、という落ち。
御津〔みつ〕
惑星ミーツの希少生物である「ミーツ」の幼生体。希少生物の非合法売買を検挙した美星と、その手伝いをしていた魎呼と阿重霞の私物に卵が紛れ込み、半ば事故のような形で柾木家にやって来た。卵からの孵化時に阿重霞が目の前にいたために彼女に懐く。当初は、ついてくるミーツを疎ましがっていた阿重霞だったが、やがて情が沸く事になり「御津」の名を与える。
その正体は希少生物である「ミーツ」種の中でも、さらに希少価値の高い突然変異の虚弱体質個体。そのままでは虚弱ゆえに短命となるのだが、皇家の樹のエネルギーを喰らう事により虚弱を克服して変異する性質を持つ。変異してしまった個体は打って変って長命と強靭な体を持ち、さらには本能のままに皇家の樹を喰らい求める性質を持ってしまい、樹の天敵と化す。後にアイライ原理過激派が対樹雷兵器とする事を狙い違法ブローカーに手配を求めていた個体と発覚。さらには虚弱ゆえの苦痛の本能から、ご神木である船穂の根を齧ってしまっていた。のち騒動に伴って生じた柾木家の隙を突かれ、アイライ原理過激派に拿捕されて生体改造手術を受けさせられ理性を剥奪され凶暴化。自分たちを改造した過激派たちを惨殺し、皇家の樹を求めて柾木家の敵として地球に降り立つ。
なんとか騒動を収めようとする遥照と鷲羽および津名魅の制止を振りほどき、ふたたび宇宙から皇家の樹を狙うが、立ちふさがる阿重霞の手にかかり理性を取り戻して息を引き取る。自ら可愛がってきた御津を自分の手で誅する事になった阿重霞は涙するが、同時に御津も自らを止めてくれた「愛する母」の胸に抱かれ、安らぎの中で母への感謝を抱きながら何を恨む事無く逝く事となった。
涼哿〔すずか〕
とある惑星の名家に産まれたが、4歳の時に瘢痕が10年以上かけて徐々に全身に広がっていき、やがて激痛とともに死に至るという不治の病、マガート病に侵され、5歳になる前日に里子に出された。数年後、病を自分で治すため銀河アカデミーに入り研究に没頭。在学中マガート病のことでいじめを受けていたときに神我人に助けられ畏敬の念を覚え、自分の神として付き従う。数百年後神我人に会うため向かっていた所双蛇の残骸を発見、レコーダーを分析し天地のことを知り復讐する事を誓う。天地の母清音のクローンを作り柾木家に差し向ける。最後はクローン清音と融合し天地を殺そうとするが、天地の光鷹翼で消滅する。
クローン神我人
涼哿が神我人を再生しようとして出来た。記憶も完全にコピーしたがまったくの別人になってしまった。
クローン清音
涼哿が天地に復讐するため、柾木家から清音のへその緒を盗み、そこから作り出した。柾木家をバラバラにしようとしたが結果失敗、最後は涼哿に融合される。

#### 地球（奥田版）
加賀戸〔かがと〕
銀座の洋食屋のオーナーシェフ。神我人に瓜二つだが何の関係もない。
加賀戸カズマ
加賀戸の息子。これまた神我人に似ている。小学生料理選手権で砂沙美のライバルとして登場。

## ゲーム版

### 白亜邂逅
オリジナルはPC-9801版。その後PCエンジン版、PC-FX版にリメイク。PC-98版は「白亜邂逅」のサブタイトルが使われていない。前半の展開によって後半がA・B・Cの3ルートに分岐し、ルートごとに異なる人物が登場する。
鈴木 白亜〔すずき はくあ〕
声 - 鈴木真仁
ギャラクシーポリス広域星系捜査官2級刑事。銀河アカデミー時代の美星の後輩。ドジでかなりのうっかり屋。A級犯罪者を追って地球へやって来る。
磨姫美〔まきび〕
声 - 小山裕香
Bルートで登場するA級犯罪者。魎呼の元海賊仲間で、男女問わず自分よりも強い者が好き。展開によっては魎呼に言い寄るシーンも見られるが、前述の理由によるものでありレズというわけではない。
緋室〔ひむろ〕
声 - 松本保典
A・Cルートで登場するA級犯罪者。姿は同じだがまったくの別人。Aルートでは要人誘拐などテロリスト行為で手配された男。Cルートでは食い逃げ・万引きなどの軽犯罪を重ねてA級になった努力と根性の男。あまりに性格が異なるため、開発途中まではCルートに登場する時の名前が「備後」（びんご）になっていた。

### 清音逢偶
白亜邂逅の続編。PC-FX版「天地無用! 魎皇鬼FX」に白亜邂逅と共に収録。
高岡まくら
声 - ならはしみき
ピザ屋のおねーさんとして登場し、清音と対決することに。他のCD作品でも登場しており、音楽篇其の三ではコンビニ店員、'(ダッシュ)第二話ではケーキ屋の店員をしている。
華倶羅（かぐら）
声 - 小林優子
白亜のサポートメカ。白亜が宇宙船ごとGP本部に衝突し大破、ブラックボックスのみ回収される。
野辺山 課長
声 - 喜多川拓郎
白亜の上司。

### げーむ編
後月〔しつき〕
玖珠美の作り出したヒューマノイド。砂沙美を誘拐するが、玖珠美に失敗作と言われ寝返った。
玖珠美〔くすみ〕
後月のマスター。鷲羽を一方的にライバル視している。

### 魎御理温泉湯けむりの旅
魅御理〔みみり〕
声 - 西村ちなみ
アローマ星の温泉で出逢った旅の少女。
聚鬼〔じゅき〕
魅御理が乗っている恐竜型宇宙船。

### 登校無用
紗夏姫〔さかき〕
声 - 赤見幸重
魎呼を捕獲するために現れたバウンティ・ハンター「コケティッシュ・ボンバーズ」のリーダー。大阪弁で話す。
衣薔羅〔いばら〕
声 - 花島佳奈英
バウンティ・ハンター「コケティッシュ・ボンバーズ」の一員。普段は無口だが怒ると歩く弾薬庫になり、所かまわずバズーカをぶっ放す。
綺野狐〔きのこ〕
声 - 秋山久美
バウンティ・ハンター「コケティッシュ・ボンバーズ」の一員。マスコット的存在。

## CDドラマ

### CDドラマスペシャル2
火星のプリンセス
声 - 野上ゆかな

### 天地無用!魎皇鬼'（ダッシュ）

#### 第一話
マニー・オタク
声 - 桜井敏治
「全宇宙女性の敵ナンバー1」の宇宙海賊。容姿が尼ヶ崎和彦と瓜二つであり、天地は最後まで別人だと気付かなかった。
マニー部下A
声 - 関智一
マニー部下B
声 - 子安武人
マニー部下C
声 - 陶山章央
プッチー
声 - 子安武人

#### 第二話
高岡まくら
声 - ならはしみき
砂沙美がチョコレートを買いに行ったケーキ屋の店員。

## キャラクター名の由来
初期登場（特にOVAシリーズ）キャラクターの名前は、岡山県の地名から取ったものが多い。これはシリーズ原案者兼作者である梶島正樹の出身地が同県の西部・備中地域なのが理由である。奥田版天地においてもこのネーミングは踏襲されており、いくつかのキャラクターやアイテムがやはり岡山県の地名を取られて名付けられている。
これらの由来地名を巡ることは「天地無用!」シリーズが始まって以降、ディープなファン、もしくは岡山県周辺に在住しているファンの恒例となっており、これを「聖地巡礼」と呼ぶこともある。
天地や阿重霞など地名に由来しない例外もある。主人公の名字の「柾木」は梶島の名「正樹」に由来しており、岡山市東区西大寺の正儀や総社市の麻佐岐神社・正木山などではない。また、魎呼の名前は梶島の好きな声優から取られた。
本来、梶島天地では、当初から天地の母親の名前は清音と言う設定であったが、この設定は梶島正樹本人の頭の中にあるだけで公にされていなかった。しかし、美星のパートナーとして清音の名前が使われてしまった。そのため、長谷川版天地ならびにTV・劇場版天地では、母親の名前が阿知花に変更されている。

### 岡山県および周辺に由来する名前
梶島版
- 砂沙美……倉敷市玉島黒崎の小字 沙美、また同所にある沙美海岸
- 美星……井原市美星町（びせいちょう）（旧小田郡美星町）
- 白眉鷲羽……JR西日本伯備線と鷲羽山（倉敷市児島地域。瀬戸大橋の岡山側起点付近）
- 遙照……遙照山（浅口市・小田郡矢掛町）
- 神我人……備前市香登（かがと）
- 双蛇（神我人の宇宙船）……総社市、同市総社、同所の総社宮
- 清音……総社市清音（旧都窪郡清音村）
- 船穂……倉敷市船穂町（旧浅口郡船穂町）、同町船穂
- 瀬戸……岡山市東区瀬戸町（旧赤磐郡瀬戸町）、同町瀬戸
- 鏡……苫田郡鏡野町香々美、または備前市吉永町加賀美（旧和気郡吉永町）
- 内海……瀬戸内海、香川県小豆郡小豆島町内海（うちのみ）地域（旧内海町）、広島県福山市内海町（うつみちょう、旧沼隈郡内海町）
- ノイケ酒津（神木・ノイケ・樹雷の旧名）……倉敷市酒津、同所の酒津公園、酒津池など
- マシス・マキビ（九羅密マシスの旧名）……倉敷市真備町（まびちょう）（旧吉備郡真備町）。読みは吉備真備から
- 火美猛 / 守蛇怪……浅口市金光町上竹（遙照山の麓）
- 阿座化……浅口市鴨方町益坂の小字 阿坂（あさか）、同所の阿坂トンネル
- 太老……太老神社（浅口市金光町上竹。柾木神社のモデル）
- 天木、雨木……倉敷市藤戸町天城
- 夕咲……倉敷市玉島勇崎
- 浅海……小田郡矢掛町浅海（あすみ）
- 美壮……真庭市三坂
- 美醸……真庭市美甘地域（旧真庭郡美甘村）、同所美甘
- 万素……倉敷市万寿地区（旧都窪郡万寿村）

長谷川版・ねぎし版
- 真備清音……倉敷市真備町（まびちょう）（旧吉備郡真備町）と総社市清音（旧都窪郡清音村）。読みは吉備真備から
- 阿知花……倉敷市阿知、または阿智神社、同境内の阿知の藤

奥田版
- 巫薙……総社市美袋
- 矢蔭……小田郡矢掛町、同町矢掛
- 瑜免……湯免温泉（ゆめ-）（赤磐市吉井地区、旧赤磐郡吉井町）
- 飛死魔……飛島（大飛島・小飛島）（笠岡市・笠岡諸島）
- 建部旭……岡山市北区建部町（旧御津郡建部町）および同町建部上と、旭川あるいは久米郡美咲町旭地区（旧旭町）
- 豪渓……豪渓（総社市槙谷）、もしくは同市宍粟の豪渓駅
- 備前……備前国、備前市
- 棘……井原市、同市井原町
- 箕鳧……真庭市美甘地域（旧真庭郡美甘村）、同所美甘
- 多麻……高梁市玉川町玉、または玉野市玉、あるいは倉敷市玉島
- 美羽……倉敷市美和（みわ）、または総社市三輪（みわ）
- ガギュウ人……臥牛山（岡山県高梁市）。
- ヒールゼンS……蒜山（真庭市）、蒜山高原（同市）、同市蒜山地区
- 高梁日羽……高梁市または高梁川と、総社市日羽
- ショウオウ……勝田郡勝央町
- 耶鷹……弥高山（高梁市）
- OKU-II……苫田郡鏡野町奥津地域（旧奥津町）、同町奥津、同所の奥津温泉
- 臥竜……臥竜梅（小田郡矢掛町の観照寺に植えられている梅)
- 御津……岡山市北区御津地域（旧御津郡御津町）、または御津郡
- 那岐……勝田郡奈義町、那岐山（奈義町・鳥取県八頭郡智頭町）
- 満奇……満奇洞（新見市にある鍾乳洞）、読みは広島県尾道市御調地区（みつぎちょう）（旧御調郡御調町）、または御調郡（古い読みは、みつき）から
- 哲多……新見市哲多地域（旧阿哲郡哲多町）
- 哲倩……新見市哲西地域（旧阿哲郡哲西町）

新・天地無用!
- 神代……新見神郷町上神代、同市哲西町下神代（こうじろ）
- 吉永……備前市吉永地域（旧和気郡吉永町）、同所の吉永中
- 樋拿畝……備前市日生地域（旧和気郡日生町）、同所の日生

愛・天地無用!
- 鬼ノ城紅……鬼ノ城・鬼城山（総社市）
- 布賀油木……高梁市備中町布賀（旧川上郡備中町）、広島県神石郡神石高原町油木地域（旧油木町）、同町油木。または岡山県道・広島県道106号布賀油木線。
- 栗原有漢……真庭市栗原と高梁市有漢町（旧・上房郡有漢町）、同町有漢・上有漢

ゲーム版
- 磨姫美……倉敷市真備町（まびちょう）（旧吉備郡真備町）、または同市立真備中学校・同市立真備東中学校(まきび-）
- 後月……旧後月郡
- 衣薔羅……井原市、同市井原町、または同市西江原町・東江原町
- 綺野狐……井原市木之子町